# 欧洲南方天文台

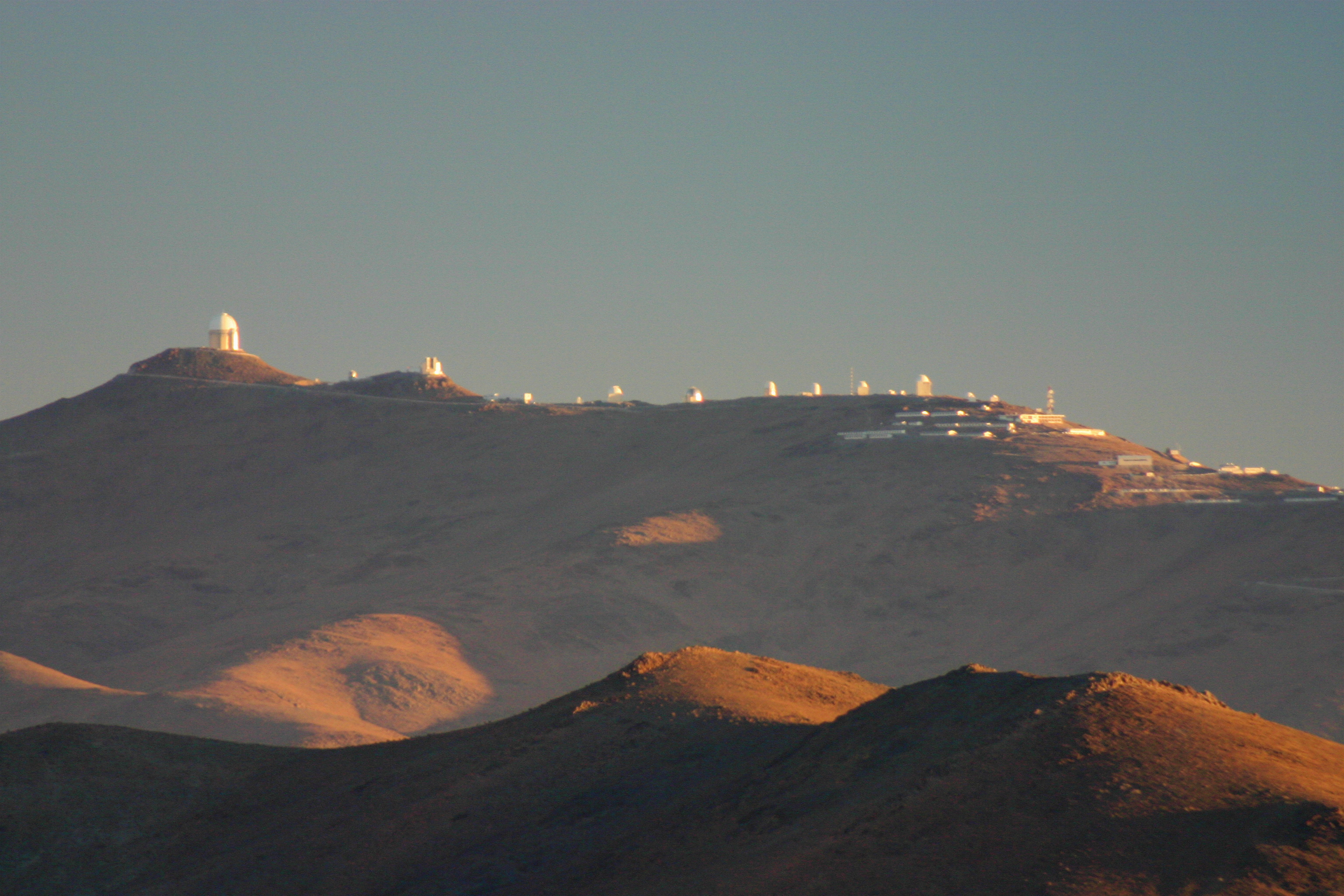
欧洲南方天文台在拉西拉山的观测地

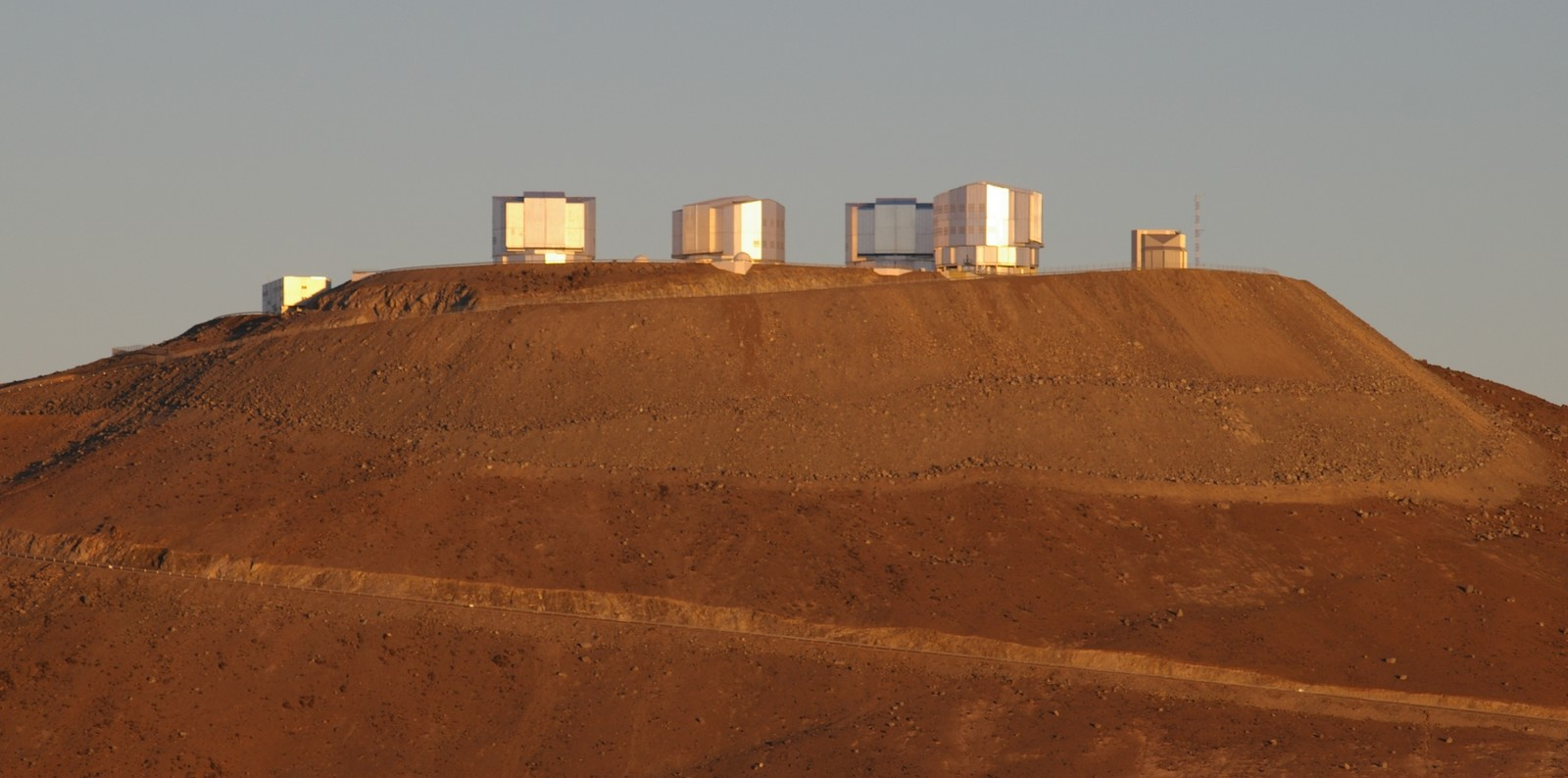
欧洲南方天文台在帕瑞纳山的观测地

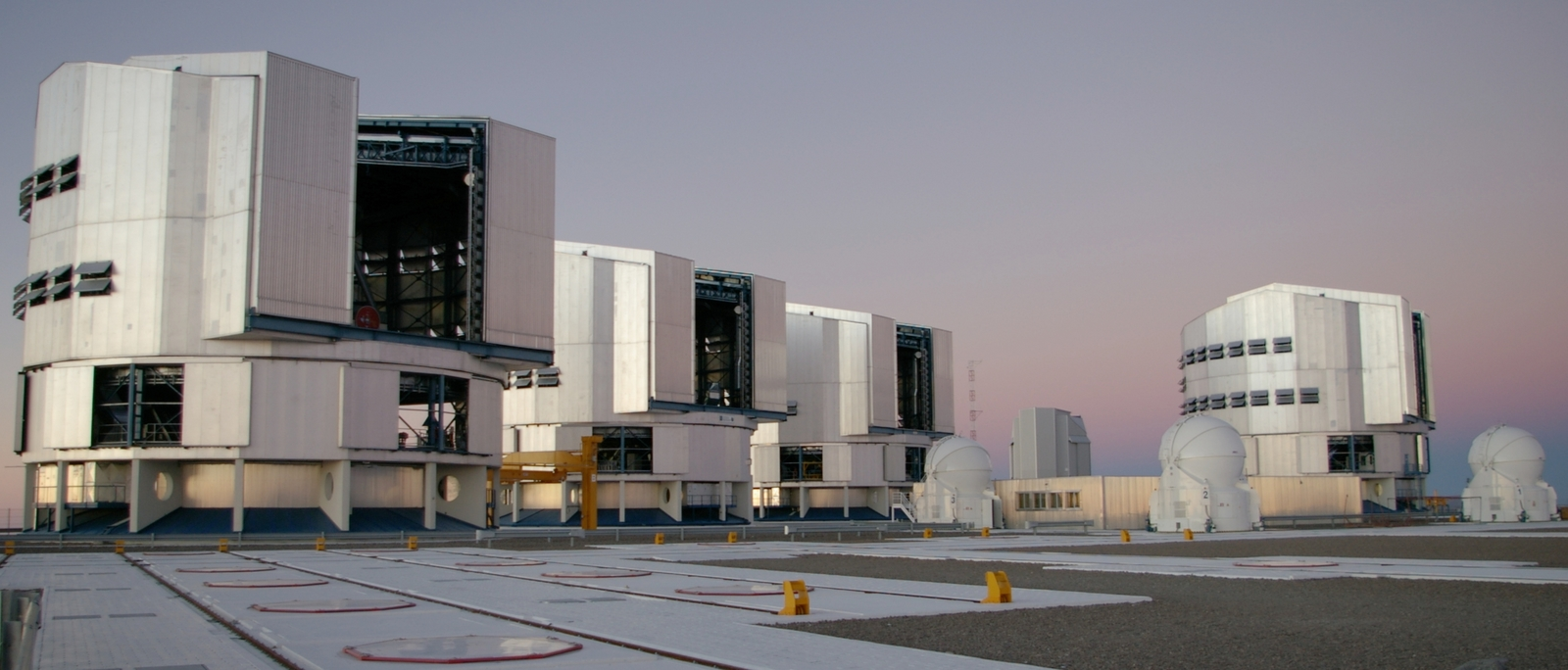
位于帕瑞纳山的甚大望远镜

歐洲南天天文台（英語：The European Southern Observatory，縮寫ESO）是為在南半球研究天文學，在政府間組織的一個研究機構，由15個國家組成和支援的一個天文研究組織。它成立於1962年，目的是為歐洲天文學家提供先進的設施和捷徑以研究南方的天空。這個組織總部設在德國慕尼黑附近的加興，雇用了約730名工作人員，每年並接受成員國約1億3100萬歐元的經費。
歐洲南天天文台建設和經營一些已知規模最大和技術最先進的望遠鏡，包括首創主動光學技術的新技術望遠鏡、和由4個8米等級的望遠鏡和4個1.8米輔助望遠鏡組成的甚大望遠鏡。目前由ESO進行的計畫包括亞他加馬大型毫米波陣列和歐洲極大望遠鏡。
ALMA是下一個十年最大的地面天文專案，將成為在毫米與次毫米波尺度下觀測的主要新工具。他的建設正在進行中，預計於2013年完成。ALMA專案是歐洲各國、亞洲、北美洲和智利之間的國際合作計畫。歐洲執行權由ESO代表行使，並且還主持ALMA區域中心。
E-ELT是40米等級的望遠鏡，目前還在細部設計階段，將是世界上觀測天空最大的巨眼。 歐洲極大望遠鏡，它將極有力的推動天文物理學的知識，能夠仔細研究的天體，包括圍繞著其它恆星的行星、宇宙中的第一個天體、超大質量黑洞、和主宰宇宙的暗物質與暗能量的自然本質和分布。從2005年底，ESO就一直與工作和使用社群的歐洲天文學家和天文物理學家共同來定義此新的聚型望遠鏡。
ESO的觀測機構已經作出許多重大的天文發現和一些天體目錄。最近的研究結果包括發現最遙遠的伽瑪射線暴和我們的星系，銀河系，中心有黑洞的證據。2004年，甚大望遠鏡讓天文學家獲得第一張在173光年外環繞著的棕矮星的系外行星2M1207b軌道的絕佳影像。安裝在ESO另一架望遠鏡上的儀器，高精度徑向速度行星搜索器發現許多的系外行星，包括迄今發現最小的系外行星格利澤581c。甚大望遠鏡還發現迄今距離人類最遙遠星系的候選者阿貝爾1835 IR1916。
2020年5月，宣布在恆星星系HD 167128觀測到距今為止距離地球最近的黑洞。

## 歷史
| ESO董事會秘書長                 |           |
| 奧托·海克曼                     | 1962–1969 |
| 亞德里安·布拉奧                 | 1970–1974 |
| 洛德韦克·沃尔彻                 | 1975–1987 |
| 哈里·范·德·拉恩                 | 1988–1992 |
| 里卡爾多·賈科尼（諾貝爾獎得主） | 1993–1999 |
| 凯瑟琳·赛萨斯基                 | 1999–2007 |
| 蒂姆·德齐乌                     | from 2007 |

歐洲天文學家必須共同創建一個大天文台的構想是荷蘭萊登天文台的沃爾特·巴德和扬·奥尔特在1953年春天提出的。在歐特召集下，同年的6月21日就有一批天文學家聚集在萊登考慮它。緊接著，在荷蘭的格寧根會議中進一步的討論這個問題。1954年1月26日，來自歐洲六個國家的天文學领军人簽署了《歐洲天文台宣言》，表達希望在南半球設立聯合的歐洲天文台。
ESO之所以選擇在南半球建造天文台，是因為觀測南半球天空的需要。當時所有大反射望遠鏡（口徑大於2米的望遠鏡）都位於北半球。此外，一些最有興趣的天體都是只能從南半球觀測，像是銀河的中心部分和麥哲倫雲。望遠鏡原先預定設置在南非，因為那裡已經有一些歐洲的天文台設置著。但最後發現南美洲的安地斯山脈更為理想（經過1955年至1963年的觀測條件測試之後）。1963年11月15日，智利被評選為ESO的天文台設置地點。
在ESO決定選址之前，1962年10月5日由比利時、德國、法國、荷蘭和瑞典簽署了《歐洲天文台組織公約》，1962年11月1日任命 Otto Heckmann 為這個組織的第一任總幹事。這5個國家的天文組織在1954年起草第一份的公約建議書，雖然對最初的提案做了一些修訂，公約的事情進展得很慢，直到1960年它才成為委員會會議的焦點。其中的一位成員 Bannier（他也是CERN的成員）強調不僅是組織之間需要公約，各國政府之間也需要一份公約。
在公約這件事上，因為站址測試和探測的成本大幅上漲，政府的參與成為迫切的需要。最後，在1962年完成的文件大量的承襲了CERN的公約，使這兩個組織有很大程度的相似之處，因為有些ESO委員會的成員也是CERN委員會的成員。
1966年，ESO的第一架望遠鏡在智利的拉西拉開始運作。因為CERN就與ESO一樣，開發功能強大且複雜的儀器，這個天文的組織經常與CERN進行非正式的磋商。最終，ESO與CERN在1970年簽署了合作協議。在幾個月之後，ESO在日內瓦的CERN建築內建立了自己的望遠鏡部門。ESO的星圖實驗室也設立在CERN的建築內。ESO的歐洲部門在1980年遷移至新的ESO總部，位於德國，靠近慕尼黑的加興。

### 會員國
| 會員國 | 加入时间                        |
| ------ | ------------------------------- |
| 比利时 | 1962年                          |
| 德国   | 1962年                          |
| 法國   | 1962年                          |
| 荷蘭   | 1962年                          |
| 瑞典   | 1962年                          |
| 丹麦   | 1967年                          |
| 瑞士   | 1981年                          |
| 義大利 | 1982年5月24日                   |
| 葡萄牙 | 2000年6月27日                   |
| 英国   | 2002年7月8日                    |
| 芬兰   | 2004年7月1日                    |
| 西班牙 | 2006年7月1日                    |
| 捷克   | 2007年1月1日                    |
| 奥地利 | 2008年7月1日                    |
| 巴西   | 2010年12月29日 (形式上一致同意) |

## 機構

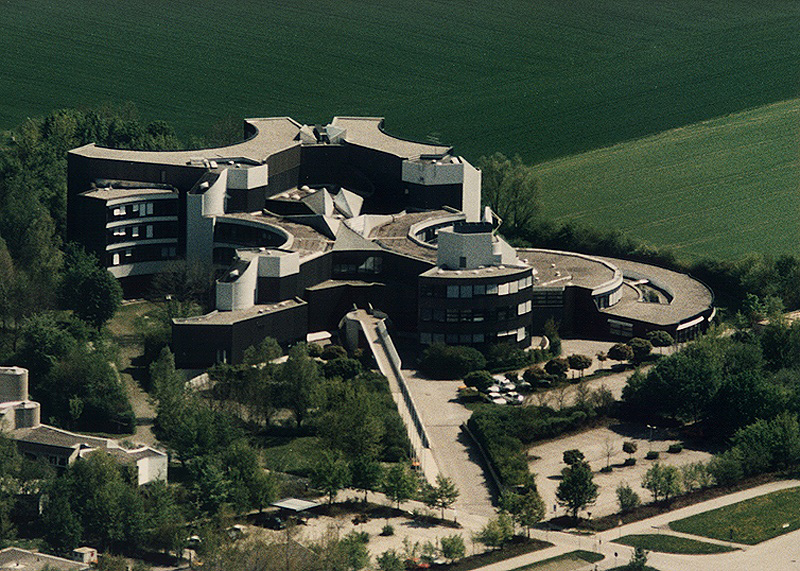
在加興的ESO總部。

ESO的總部始終都在德國，而它的望遠鏡和儀器都在智利。這個組織運作著一些世界上規模最大、最先進的觀測設施都在該國北部的三個地點：
- 拉西拉：新技術望遠鏡的主機，
- 帕瑞納：甚大望遠鏡設置在此地，
- 拉諾德查南托：此處是亞他加馬探路者實驗 (Atacama Pathfinder Experiment，APEX)、次毫米望遠鏡和亞他加馬大型毫米波陣列的所在地；ALMA目前正在建設中。

這些都是南半球的天文觀測最佳地點。
ESO最有野心勃勃的計畫是歐洲極大望遠鏡，追隨著勢不可擋的巨大望遠鏡觀念，以5個創新的鏡面設計為基礎的一架口徑42米的望遠鏡。如果完成了， E-ELT將是世界上最大的光學/近紅外線望遠鏡。ESO在2006年初開始設計階段，期望在2011年開始建造在2010年4月26日決定，第四個場所，阿瑪遜斯山將是E-ELT的落腳處。
每一年，大約有2,000件企劃申請使用ESO的望遠鏡，超過可以使用夜晚的四至六倍。使用這些儀器設備完成的論文出現在許多同行評審的科學年報中，單單在2009年，基於ESO的資料出版的論文就超過了650篇。
| ESO的望遠鏡                      |                                  |                              |                         |
| 名稱                             | 尺寸（米）                       | 類型                         | 位置                    |
| 甚大望遠鏡 (VLT)                 | 4 × 8.2 + 4 × 1.8                | 光學、近和中紅外線望遠鏡陣列 | 帕瑞納                  |
| 新技術望遠鏡 (NTT)               | 3.58                             | 光學和紅外線望遠鏡           | 拉西拉                  |
| ESO 3.6米望遠鏡                  | 3.57                             | 光學和紅外線望遠鏡           | 拉西拉                  |
| MPG/ESO 2.2米望遠鏡              | 2.20                             | 光學和紅外線望遠鏡           | 拉西拉                  |
| 阿塔卡馬探路者實驗 (APEX)        | 12                               | 毫米/次毫米波長望遠鏡        | 拉諾德查南托            |
| 亞他加馬大型毫米波陣列 (ALMA)    | 50 × 12 和 12 × 7 + 4 × 12 (ACA) | 毫米/次毫米波長望遠鏡陣列    | 拉諾德查南托            |
| 可見光和紅外線巡天望遠鏡 (VISTA) | 4.1                              | 近紅外巡天望遠鏡             | 帕瑞納                  |
| 甚大巡天望遠鏡 (VST)             | 2.6                              | 可見光巡天望遠鏡             | 帕瑞納 建造中           |
| 歐洲極大望遠鏡 (E-ELT)           | 42                               | 光學和中紅外線望遠鏡         | 阿瑪遜斯山 細部設計階段 |

ESO的望遠鏡以高效率產生大量的資料，這些資料永久儲存在ESO總部的科學存檔設施。這些檔案超過150萬個影像或光譜，資料總量約為65太字节。
基於以太空為基地的天文台是ESA和NASA的長期合作，ESO還承擔歐洲協調哈伯太空望遠鏡的設施。這些觀測在可見光、紅外線和紫外線的波段進行。在許多方面，哈伯太空望遠鏡造成現代天文學的革命，不僅是有效的天文學工具，帶來了許多新發現，也帶動了一般性的天文研究。
ESO其它的研究設施位於智利的首都聖地牙哥。這些空間包括圖書館、計算機資源與訪問科學家的方案。ESO 也與其他各國的天文台和各地的大學保持密切的聯繫。

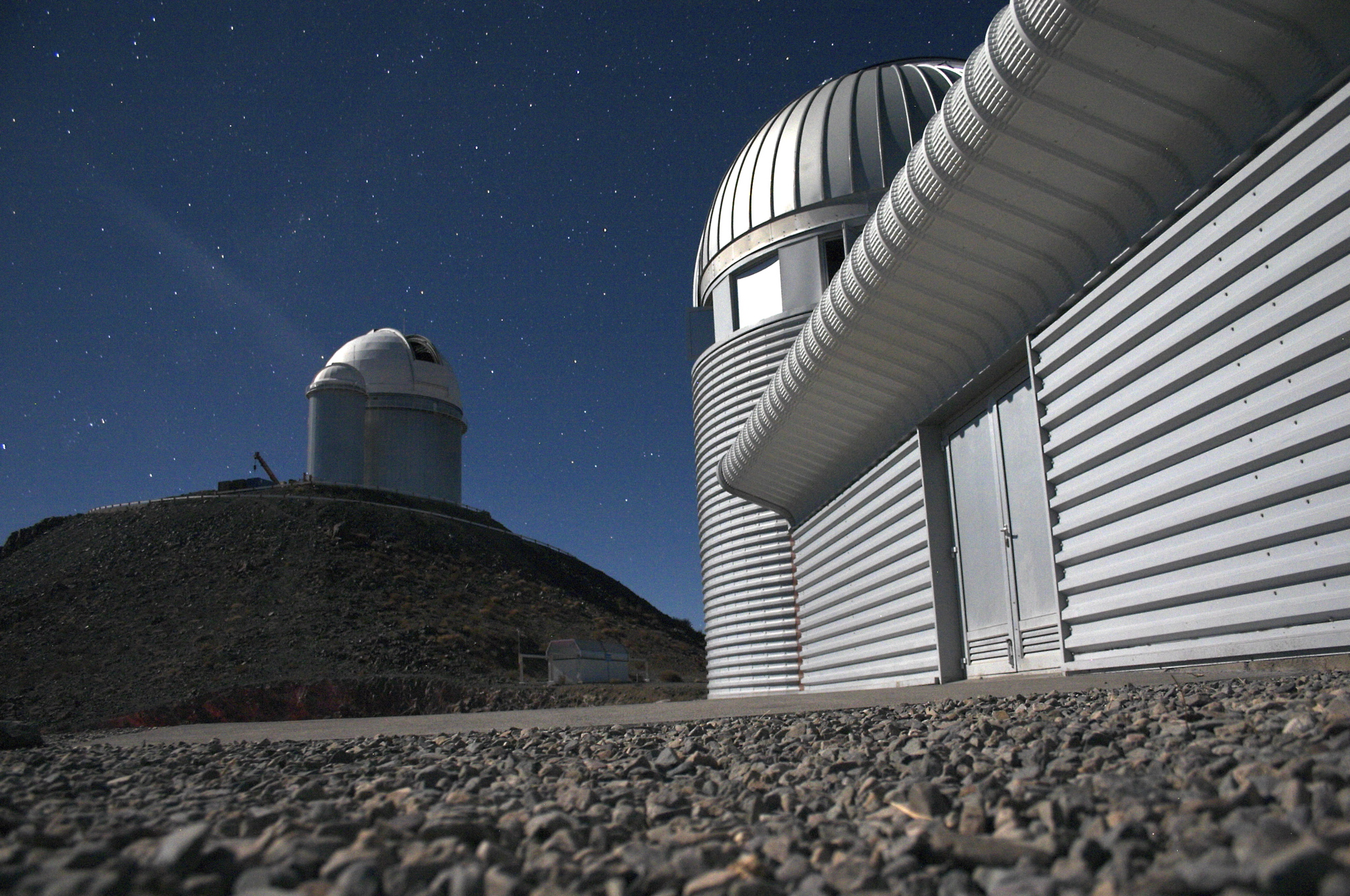
夜晚的拉西拉

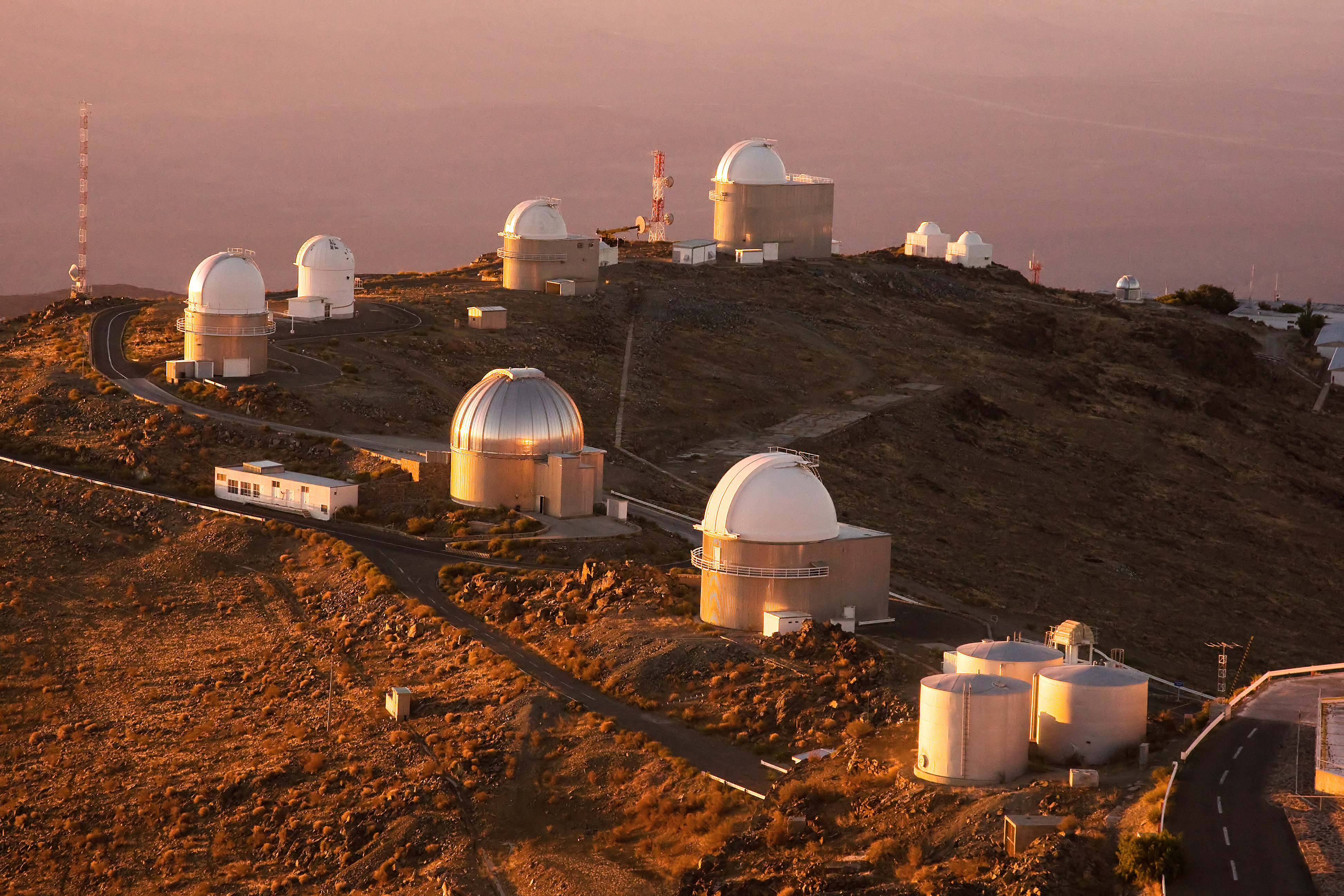
拉西拉望遠鏡群

### 拉西拉
拉西拉，位於亞它加馬沙漠的南部，在智利的聖地牙哥北方600公里，海高度2,400米，是ESO最早的觀測站所在地。他是世界上最乾燥和孤獨的地區之一，像在這個地區的其它天文台一樣，拉希拉遠離了光汙染的來源，擁有地球上最黑暗的夜空。在拉希拉，ESO有三架主要的望遠鏡在運作：3.6米望遠鏡、新技術望遠鏡(NTT)、和2.2米的馬克斯-普朗克-ESO望遠鏡。
這個天文台曾經定期接待許多訪客，但因為涵蓋到望遠鏡持續運行觀測的時間，後來被刪除了。拉西拉也有許多國家的望遠鏡，像是瑞士的1.2米望遠鏡和丹麥的1.5米望遠鏡。
經由拉西拉的觀測工作，每年大約可以出版300份的刊物，其中包括許多拉西拉望遠鏡的科學發現和一些'創舉'。HARPS攝譜儀檢測到格利澤581周圍的系統，其中包含了在太陽系外的適居帶內發現的第一顆岩石行星。拉西拉有幾架望遠鏡對伽瑪射線暴－自宇宙大爆炸以來最強大的爆炸－與大質量恆星的連結做出了重要的貢獻。從1987年以來，ESO的拉希拉天文台在對距離我們最近的超新星1987A的爆炸與後續的的研究，也提供了重大的貢獻。

#### ESO 3.6米望遠鏡

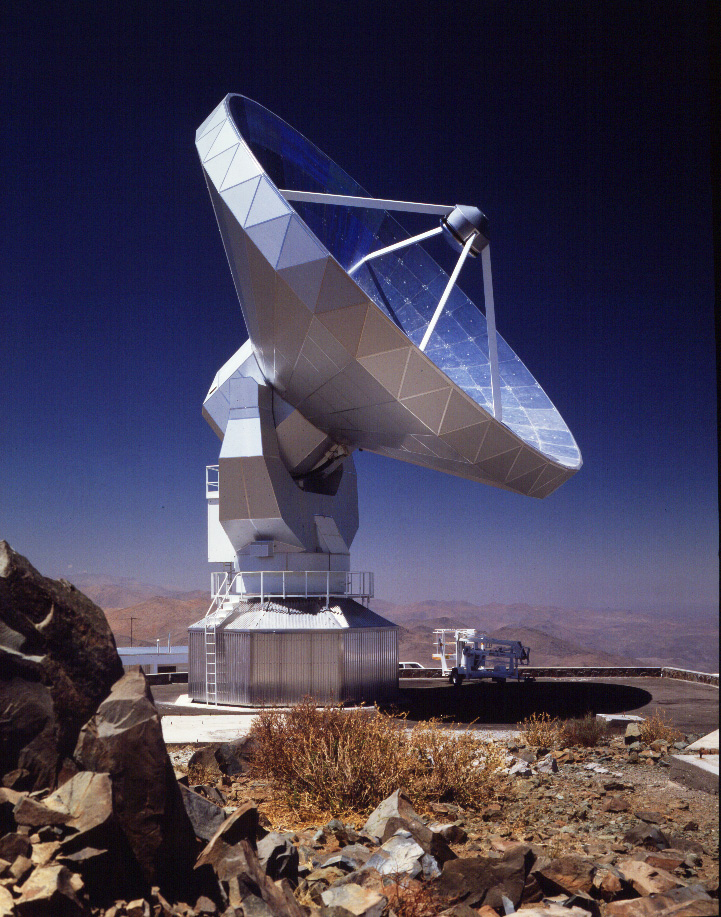
在智利拉西拉天文台的瑞典ESO次毫米望遠鏡

這架望遠鏡從1977年開始運作，並被設定為歐洲在南半球3-4米望遠鏡的挑戰者。多年來，他不斷的被升級，包括新的次鏡，使其影像保持在正確位置的新輔助鏡像裝置，是它作為天文研究的效率和生產力最高的引擎之一。
這架傳統 馬蹄鐵架台設計的望遠鏡主要用於紅外線光譜學。現在，它承載著的高精度徑向速度行星搜索器是用於搜尋系外行星和星震。這個儀器的建造是為了精確觀測非常高項次上的徑向速度長期變化 (在1 m/s 的數量級)。

#### 新技術望遠鏡 (NTT)

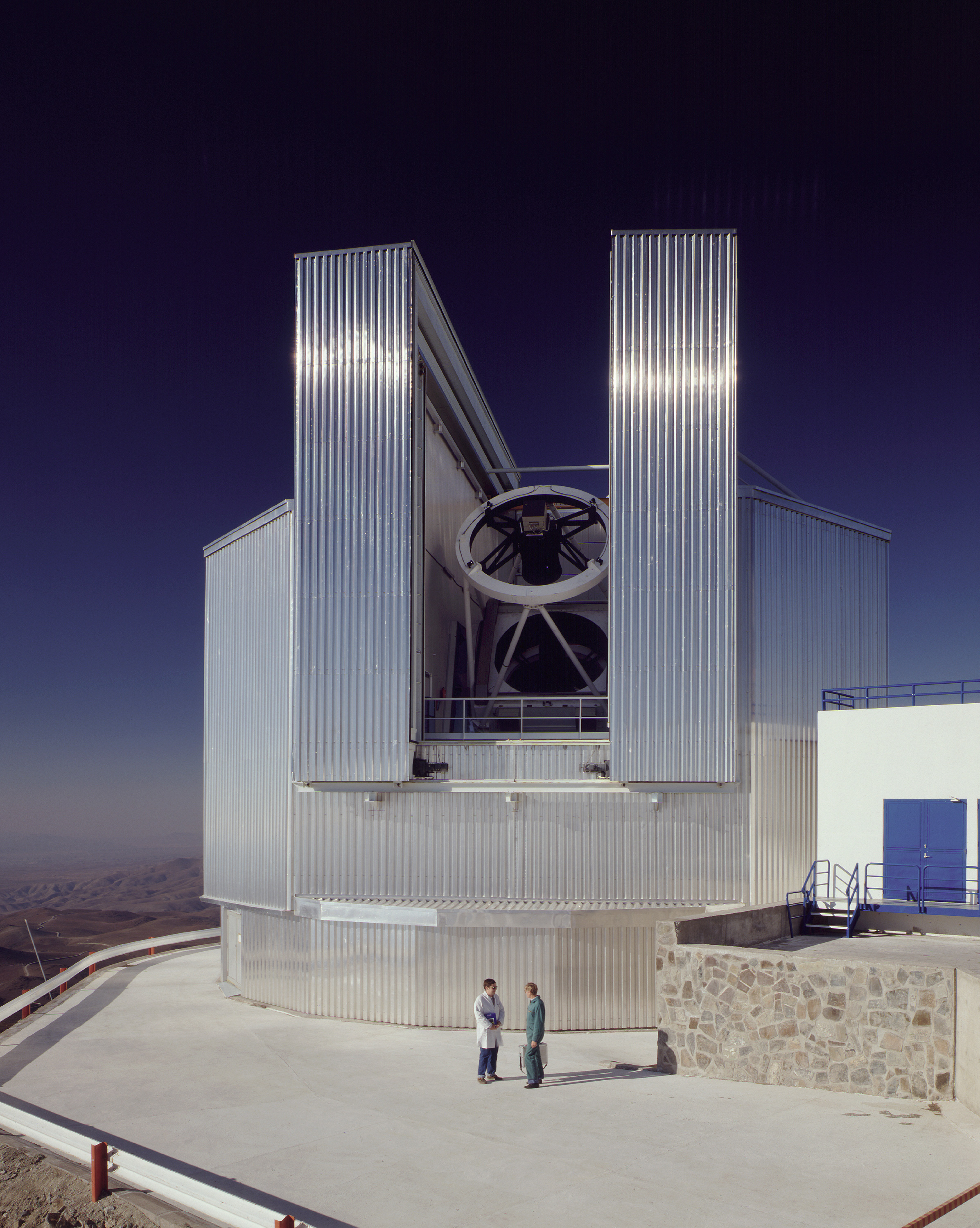
新技術望遠鏡外面的包覆

新技術望遠鏡 (NTT)是一架口徑3.58米的里奇-克萊琴望遠鏡，於1989年開始使用，是世界上第一架由電腦控制主鏡的望遠鏡。主鏡是靈活的，並且它的形狀在觀測時可以主動調整，以保持影像的最佳品質。次鏡的位置也可以在三個方向上調整。這種技術是由ESO發展出來，所謂的主動光學，現在已經應用在所有主要的現代望遠鏡上，像是甚大望遠鏡和未來的歐洲極大望遠鏡。
NTT的八角型儲存模組設計是NTT在技術上的另一項突破。望遠鏡的穹頂是相對的比較小，並且有襟翼的通風系統，使氣流平穩的流動和順利的通過鏡面，減少了湍流而能獲得更為清晰的影像。

#### MPG/ESO 2.2米望遠鏡
2.2米望遠鏡於1984年初就在拉西拉操作著，它是由馬克斯-普朗克學會無期限貸款給ESO。望遠鏡的觀測時間由ESO和MPG的觀測計畫共享，而望遠鏡的營運和維護是ESO的責任。
它的儀器包括6,700萬畫素的廣角影像器，視場的大小如同滿月，已經取得許多天體精彩的影像。 其它使用中的儀器是用來追蹤宇宙中最強大爆炸的伽瑪射線暴光學/近紅外線檢測器 (Gamma-Ray Burst Optical/Near-Infrared Detector，GROND)，和用來研究恆星的高解析度攝譜儀：光纖回饋放大範圍光學攝譜儀 (Fiber-fed Extended Range Optical Spectrograph，FEROS)。

#### 其它的望遠鏡
拉西拉還有多個國家和專案的望遠鏡，它們不由ESO操作，包括：瑞士望遠鏡、丹麥1.52米望遠鏡、REM和TAROT望遠鏡。
- 1.2米的歐拉望遠鏡是由瑞士大學的日內瓦天文台建造和操作，它可以進行高精度的徑向速度測量，因此主要用於在南半球搜尋太陽系外的大系外行星。它第一次成功發現的是在格利澤86軌道上環繞的系外行星[26]。其它的觀測計畫聚焦在變星、星震學、繼續追蹤伽瑪射線暴(GRB)、監視活躍星系核 (AGN) 和引力透鏡。
- 1.54米的丹麥望遠鏡是由Grubb-Parsons建造的，從1979年就一直在拉西拉使用著。這架望遠鏡裝載著離軸架台，光學系統是里奇-克萊琴的設計。望遠鏡設備的經費和圓頂內有限的空間，使望遠鏡的指向受到限制[27]。
- 快眼裝置望遠鏡（英语：Rapid Eye Mount telescope） () 是一架經緯儀架台、主鏡60公分的小巧快速反應自動望遠鏡，從2002年10月開始運作。這架望遠鏡的主要目的是要快速的回應NASA的雨燕衛星檢測到的伽瑪射線暴，以追尋其餘暉[25][28]。
- 塔羅望遠鏡 (TAROT，Tèlescope à Action Rapide pour les Objets Transitoires—Rapid Action Telescope for Transient Objects) 是一架可以快速運動 (1秒鐘) 的光學機器人望遠鏡，可以在伽瑪射線暴一被檢測到就開始進行觀測。衛星偵測到伽瑪射線暴的及時訊號會傳送給塔羅望遠鏡，它的指向可以讓天文學界將位置確認至弧秒以內。塔羅望遠鏡的資料對伽瑪射線暴、物理上的火球和周圍環境物質的演化都很有用[29]。

### 帕瑞納

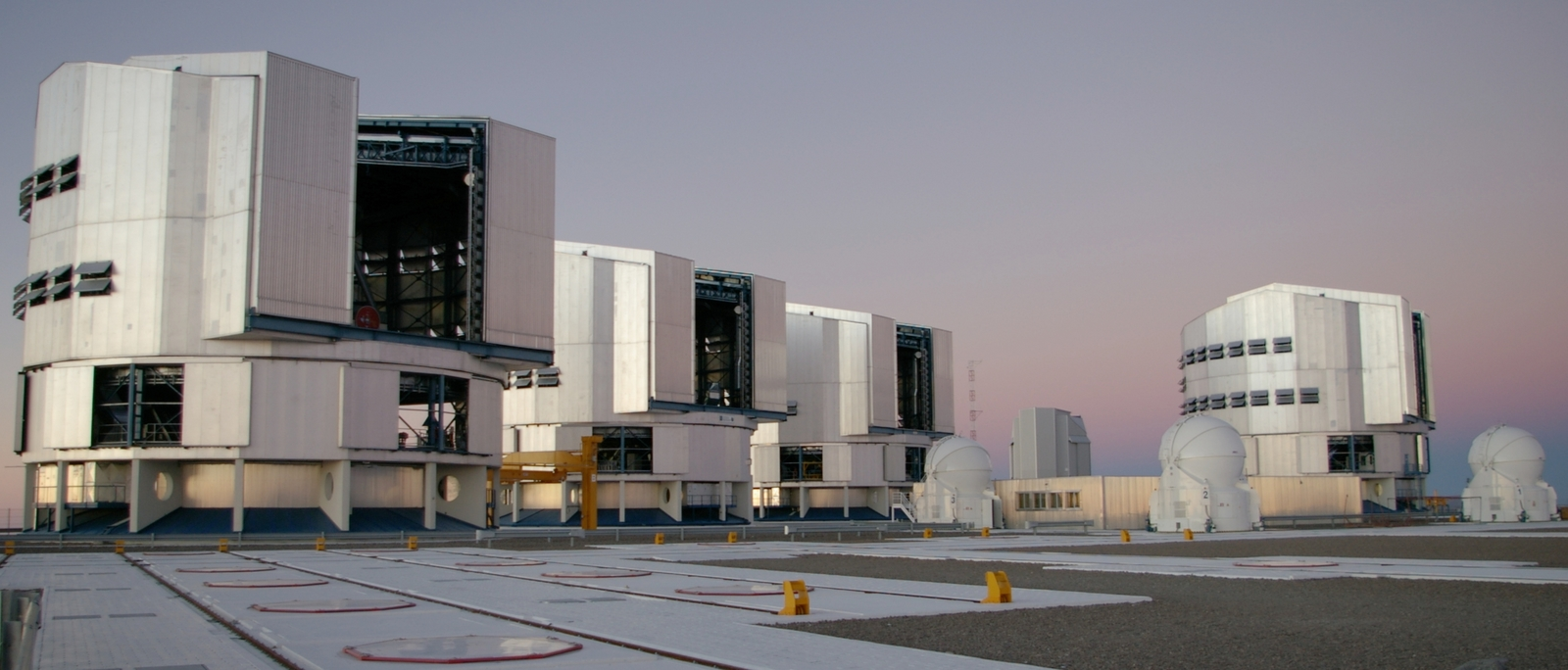
甚大望遠鏡

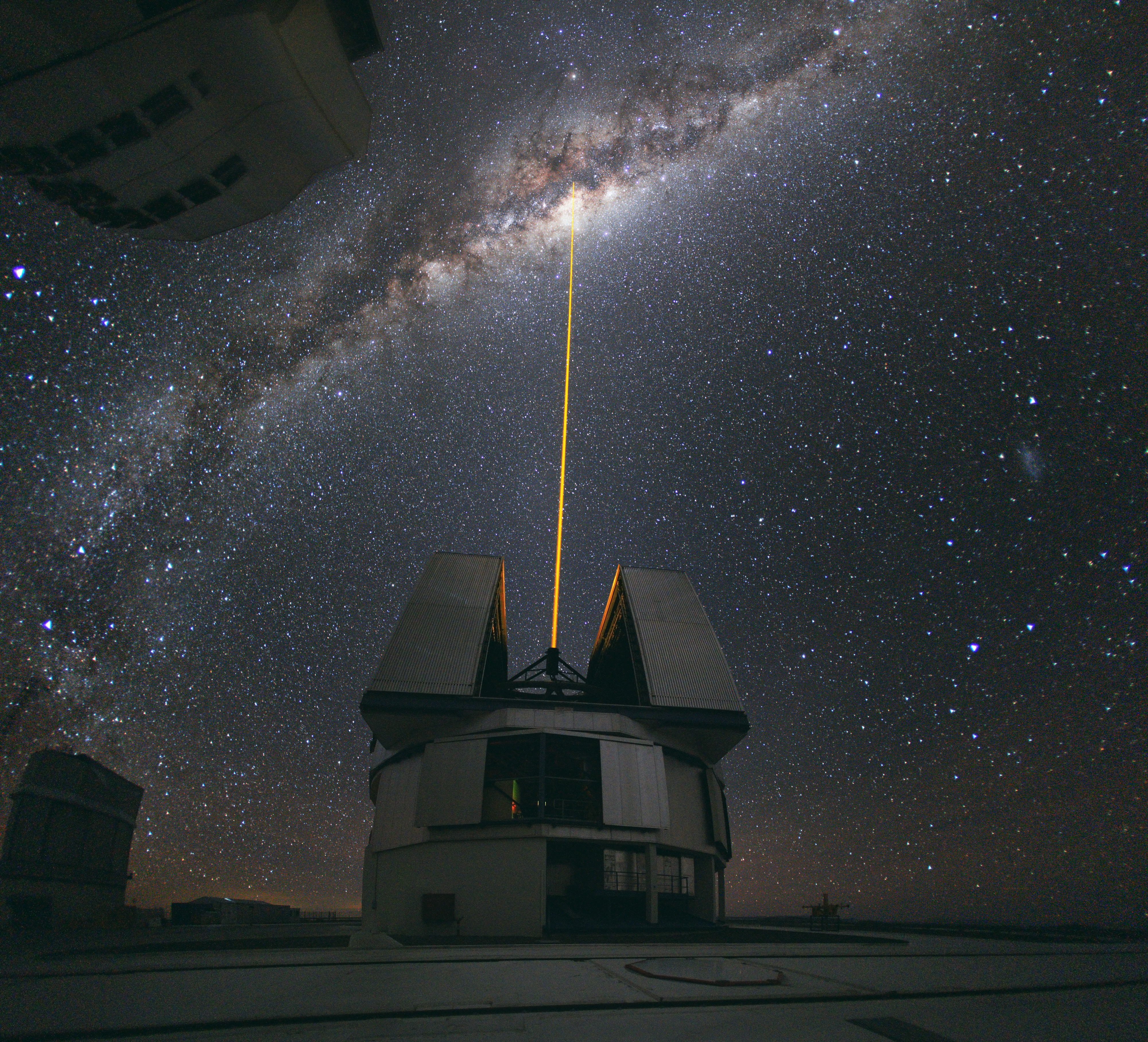
甚大望遠鏡的雷射導引星在观测银河

360度的全景帕瑞納南天星空

帕瑞納天文台位於智利北部亞他加馬沙漠的帕瑞納山頂端。帕瑞納山是2,635米的高山，位於安托法加斯塔小鎮南方約120公里，在太平洋岸內陸12公里。
帕瑞納天文台有三架主要的望遠鏡：在可見光和紅外線運作的甚大望遠鏡 (4架望遠鏡，每架口徑均為8.2米)、可見光的甚大巡天望遠鏡 (VST，口徑2.6米，仍在建造中)、和可見光和紅外巡天望遠鏡 (VISTA，口徑4.1米)。
在2008年3月，在第22部的龐德電影量子危機，帕瑞納是影片中幾個鏡頭的場景。

#### 甚大望遠鏡
在帕瑞納的主要設施是甚大望遠鏡 (VLT)，它由4架幾乎完全一樣的8.2米的單一主鏡望遠鏡，每架都配置2或3種儀器。這些大望遠鏡可以一起工作，以2或3架結合成巨大的干涉儀－ESO甚大干涉儀或VLTI，可以讓天文學家觀察得比單獨一架望遠鏡更詳細25倍。光束由鏡面傳遞至下方的隧道，經過幾乎相等長度的距離，在超過100公尺距離中的差異少於1/1000 mm，再由VLTI複雜的系統結合在一起。VLTI的解析度達到百分之一角弧，這種精確度相當於分辨出遠在月球上一輛汽車的兩個車燈的角度。
第一個單位在1998年5月開始運作，並在1999年4月1日提供給天文學界使用。其它的望遠鏡也在1999和2000年完成，從而使VLT全面投入運作。4架口徑1.8米的輔助望遠鏡也已經加入VLTI，當主鏡在執行其他的專案時，也可以使用它們。 這些輔助望遠鏡在2004年至2007年已經陸續安裝完成。
平均每天都有數項來自VLTI的科學論文結果發表，並提供給同行評審。例如在2007年，幾乎有500篇使用VLTI的資料的學術論文被發表。這些望遠鏡的科學發現包括第一張太陽系外行星的影像、追蹤環繞銀河系中心超大質量黑洞的單獨恆星、和觀察已知距離最遙遠的伽瑪射線暴餘暉。

##### 每架望遠鏡的馬普切語名稱
長久以來，ESO都有意為這4架望遠鏡取個真實的名稱，以取代原來枯燥和傾向技術性的數字編號名稱。在1999年3月，就在帕瑞納的落成典禮上，選擇了馬普切語中四個有意義的天體名稱為這些望遠鏡命名。這些原住民幾乎都居住在智利聖地牙哥的南方。
為了獲得有意義的名稱，安排了智利第二區首府安托法加斯塔的小學生參加短文的徵名比賽活動。它為ESO的東道國吸引了許多優秀的參加者和留下豐富的文化遺產。
徵文的優勝者是來自鄰近智利卡拉馬，秋基卡馬塔(Chuquicamata)的17歲女孩Jorssy Albanez Castilla，她在帕瑞納的落成典禮上得到她的獎品，一架業餘望遠鏡。
這4架望遠鏡現在被稱為：
- Antu (UT1; 太陽)
- Kueyen (UT2; 月球)
- Melipal (UT3; 南十字)
- Yepun (UT4; 金星—昏星)

最初將Yepun 翻譯為天狼星，但Yepun 實際上的意義是維納斯。

#### 巡天望遠鏡

##### 可見光和紅外巡天望遠鏡
可見光和紅外巡天望遠鏡 (VISTA)是ESO在智利北部帕瑞納天文台最新的望遠鏡。他將被安放主峰旁邊的另一個高峰上，以分享絕佳的相同觀測條件。VISTA的主鏡直徑4.1米，是曾經製作的此種大小鏡面中最光滑和曲率最完美的－完美的表面偏差不到人類頭髮直徑的數萬分之一－是對製造和拋光技術嚴峻的挑戰。
VISTA是由英國瑪麗皇后學院為首的18個學院聯合構思和發展的，作為英國贊同ESO的協定和加入的一項實質貢獻。這架望遠鏡是以專案管理委託英國科學與技術委員會天文技術中心(STFC, UK ATC)設計和製造的。因為望遠鏡已經交由ESO營運，因此由瑪麗皇后學院、倫敦大學和SFTC的代表在2009年12月10日出席在德國加興ESO的總部進行了VISTA的臨時驗收。
從它開始營運以來，這架望遠鏡已經捕捉到令人驚嘆的影像。

##### 甚大巡天望遠鏡
甚大巡天望遠鏡 (VST) 是口徑2.6米，配備了先進的OmegaCAM，是268百萬畫素的CCD相機，視場有滿月的4倍大。它以可見光巡天，補充了VISTA的不足。VST是ESO和義大利國家天文物理研究中心在那不勒斯的卡波迪蒙特天文觀測所冒險合作計畫的結果。預計可於2011年在帕瑞納開始運作。
這兩項巡天調查的科學目標從暗能量的性質到近地小行星的威脅，包括許多現今仍令人興奮的天文物理問題。來自整個歐洲的天文學家將組成龐大的團隊進行調查，其中有些會聚焦再較小的範圍，但將覆蓋大部分的南半球星空。
有鑒於VIST的單一影像就有67百萬畫素，VST的OmegaCam更高達268百萬畫素，因此兩者都將產生大量的資料。這兩架巡天望遠鏡在每個晚上所產生的資料會比與VLT合作的其它所有儀器還要多。VST和VISTA一起，每年可以產生100多Tb的資料。

### 拉諾德查南托

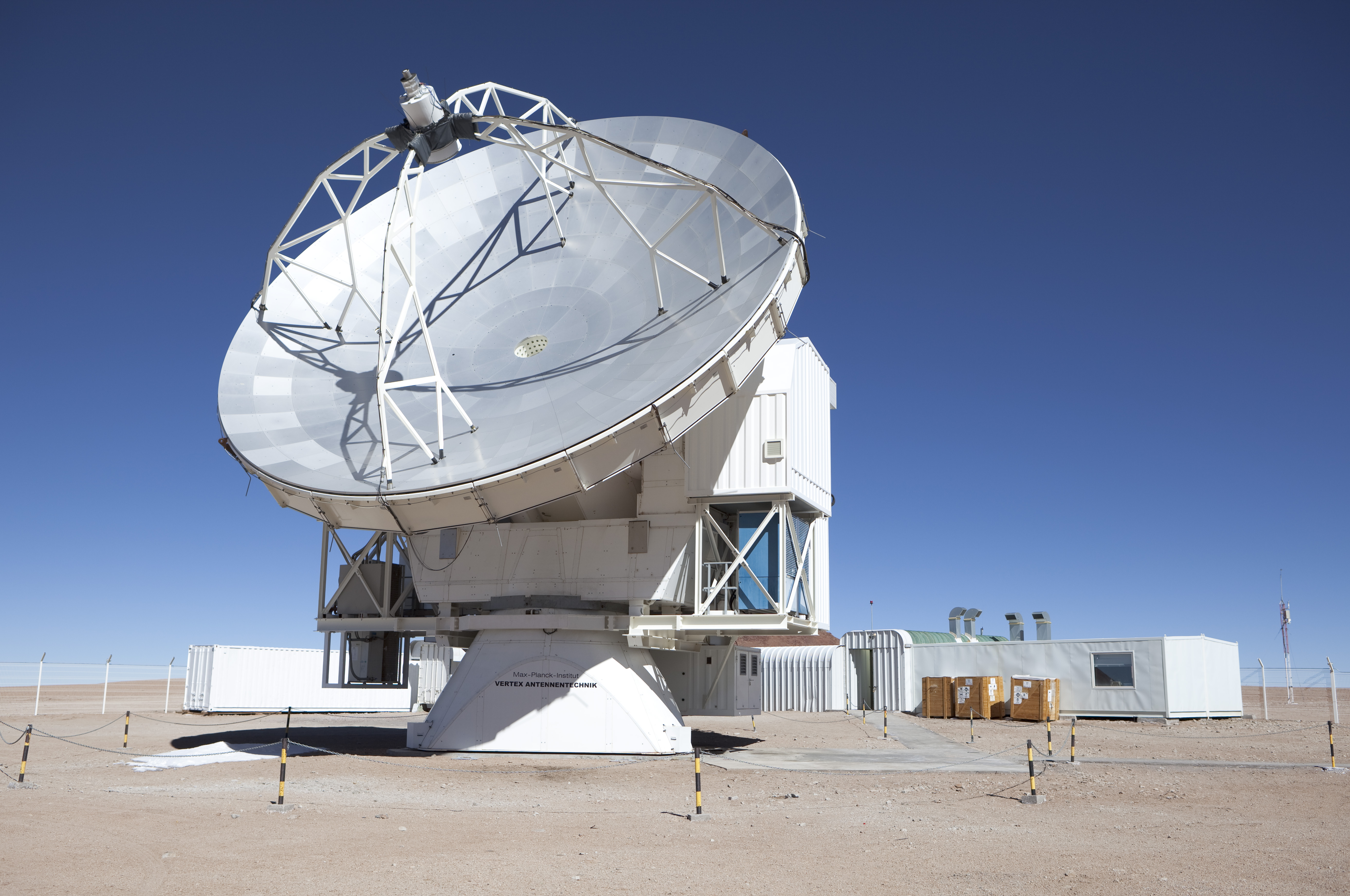
APEX 12米次毫米波電波望遠鏡

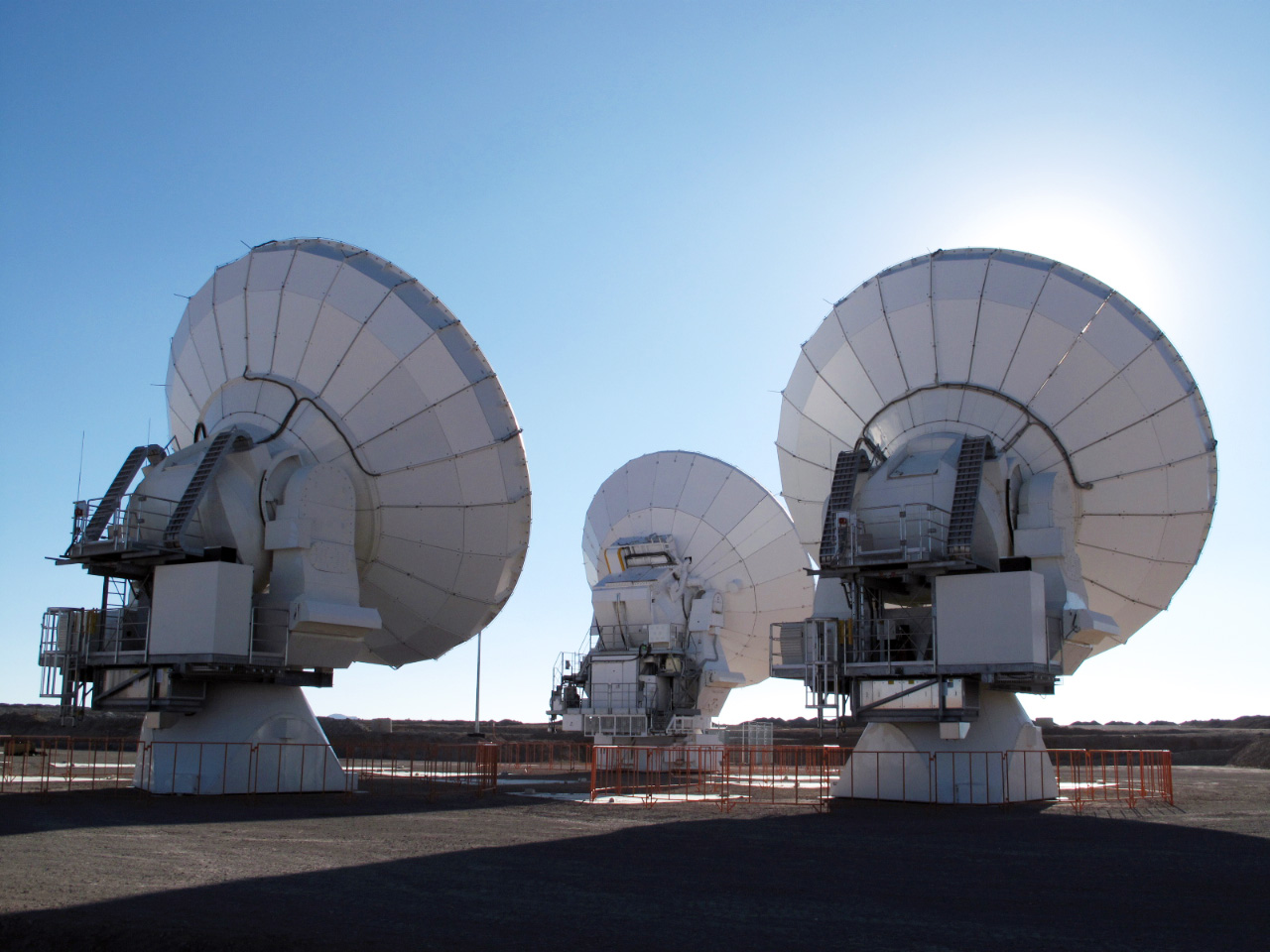
在拉諾德查南托聚集在一起的3架ALMA天線。

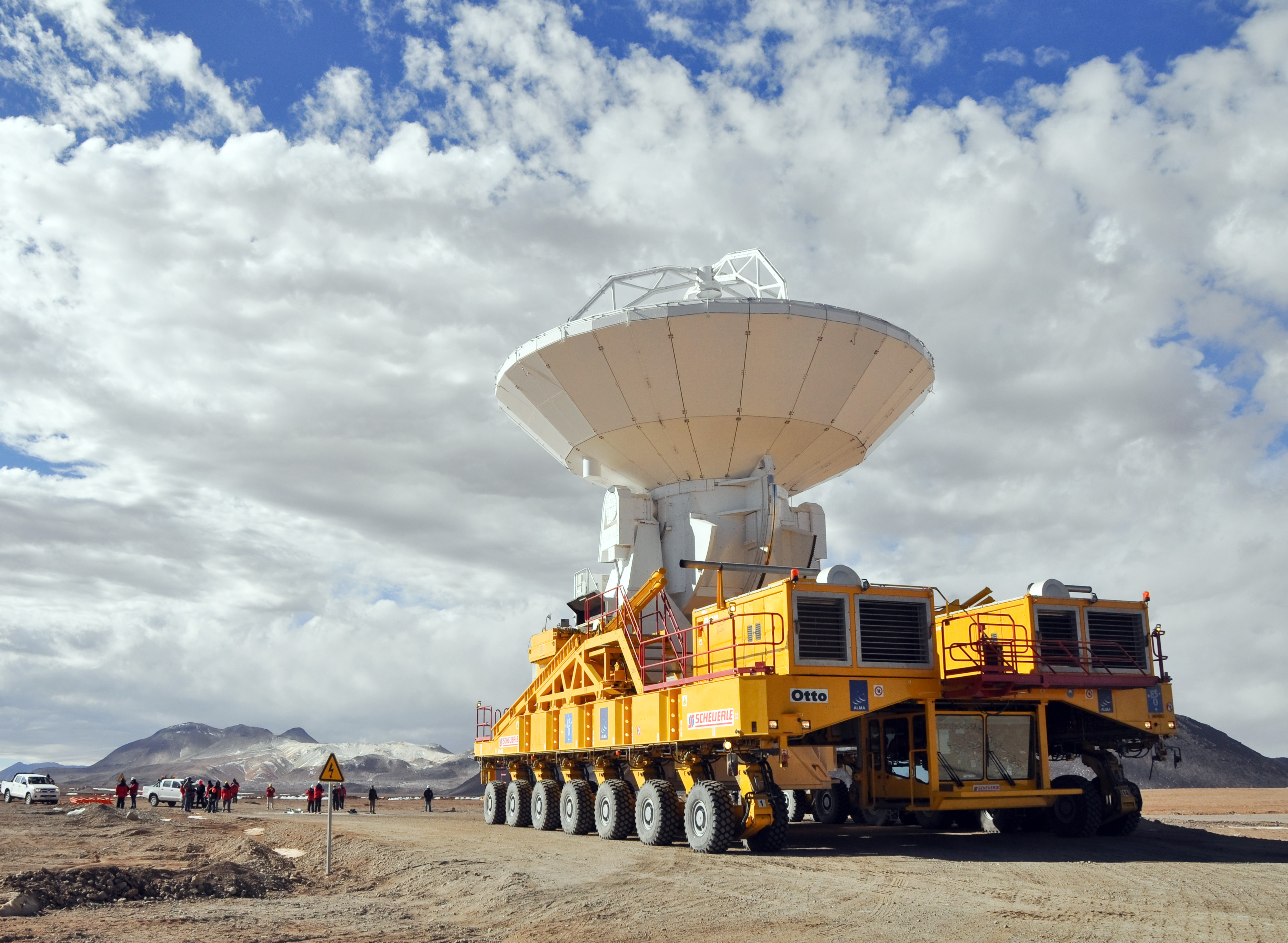
An ALMA antenna en route to the plateau of Chajnantor for the first time

拉諾德查南托位於聖佩德羅－亞他加馬東方約50公里，是在智利的亞他加馬沙漠中標高5,100米的高原。這個場所比毛納基山天文台高750米，更比帕瑞納山的VLT高2,400米。
它是非常乾燥的地區—不適合人類居住—但是次毫米波天文學絕佳的場地。
地球大氣層的水蒸氣分子會吸收和減弱次毫米輻射，因此這種形式的電波天文學需要乾燥的場所。
在這裡可以找到的望遠景如下：
- 阿塔卡馬宇宙望遠鏡計畫 (ACT，不由ESO操作)
- 阿塔卡馬探路者實驗 (APEX（页面存档备份，存于）)
- 阿塔卡馬大型毫米波/亞毫米波陣列 (ALMA （页面存档备份，存于）)
- Q/U影像實驗 (QUIET，不由ESO操作)

APEX和ALMA是為毫米和次毫米天文學設計的望遠鏡。
這種形式的天文學是尚未探測的邊境，揭露出在我們熟悉的可見光和紅外線之外的不可見宇宙。這是研究’’低溫宇宙’’的理想選擇：這種波長的光是來自非常巨大的低溫星雲的發射，溫度只在絕對零度之上幾十度。天文學家使用這種光線研究這些分子雲的物理和化學條件－宇宙塵和氣體密集區域是誕生新恆星的場所。以可見光所見，宇宙的這些區域往往因為塵埃的遮蔽是黑暗的，但是在毫米和次毫米的頻譜下是閃閃發光。這些波長對研究宇宙中一些最早期和最遙遠的星系團也很理想，因為它們的光已經紅移到這個波長較長的範圍。

#### 亞他加馬探路者實驗(APEX)
亞他加馬探路者實驗望遠鏡是ESO與德國 (波昂) 馬克斯普朗克電波研究所和瑞典翁薩拉的翁薩拉太空天文台合作，直徑12米，是在南半球供作的同類望遠鏡中最大的，它工作的範圍是在紅外線和無線電波之間的毫米和次毫米波。
APEX是為亞他加馬大型毫米波陣列 (ALMA) 探路的。ALMA是一個革命性的天文干涉儀，由ESO和其它的國際夥伴合作，現在正在拉諾德查南托高原上興建中。APEX是以ALMA的原型天線修改，成為單碟操作的次毫米電波望遠鏡。

#### 亞他加馬大型毫米波陣列 (ALMA)
ALMA是革命性設計的天文干涉儀，最初是有66個在波長0.3至9.6毫米的範圍內操作的高精度天線。它的主要陣列會有50支直徑12米的天線，可以一起作為單一的望遠鏡 － 干涉儀；附加一個由4支12米直徑和12支7米直徑的天線構成的緊緻陣列。這些天線散布在高原上，彼此間的距離從150米至16公里不等，將讓ALMA有強大的縮放能力。它將使用毫米和次毫米的波長，以前所未有的靈敏度和解析度，10倍於哈伯太空望遠鏡和補充VLT干涉儀的不足，探索宇宙。ALMA是東亞 (日本和台灣)，歐洲 (ESO)、北美 (美國和加拿大)和智利等地區與國家合作的結果。
一段ALMA運輸裝置的錄影 （页面存档备份，存于）顯示如何移動天線。
ALMA的科學目標包括星系、恆星和行星的起源和形成，觀察氣體和塵埃的分子雲，接近宇宙邊緣的遙遠星系和大爆炸殘餘的輻射遺跡。ALMA的科學目標在2011年3月31日釋出，預計在2011年9月開始觀測。

## ESO望遠鏡的科學工作

### 搜尋太陽系外行星

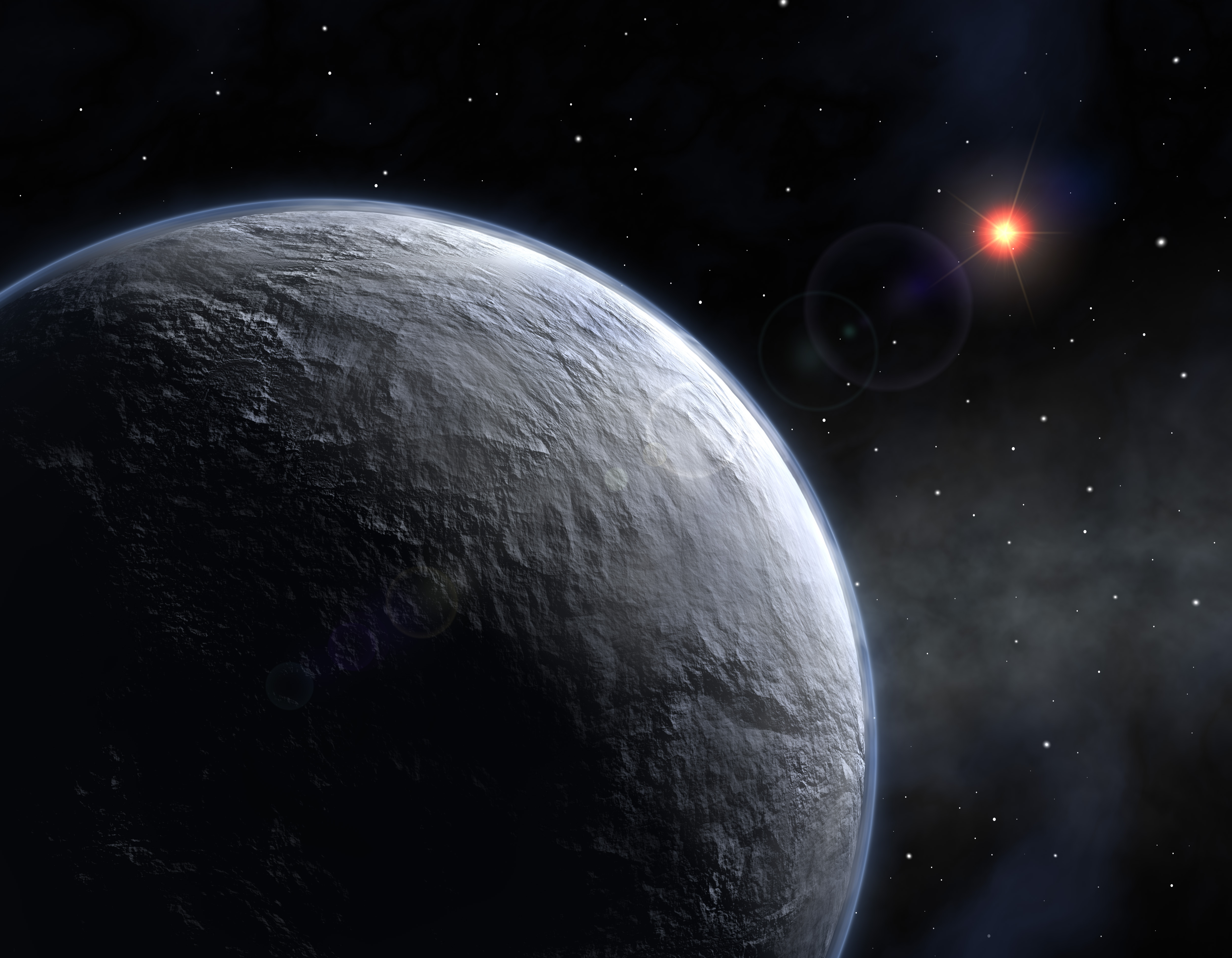
藝術家眼中的冰系外行星

搜尋太陽系外行星的關鍵元素可能是人類最有興趣的問題：在宇宙的其它地方有生命嗎？ ESO的天文台有獨特儀器的軍械庫來發現、研究和監測這些所謂的系外行星。使用甚大望遠鏡，天文學家能夠看見我們太陽系以外行星昏暗輝光的斑點，獲得第一張系外行星的圖片。這個新世界是巨大的，比木星還大五倍。這個觀測標誌出朝向現代天文物理學的最重要目標之一邁出一大步：描繪巨大行星的物理結構和化學組織的特徵，最終，是類似地球的行星。
使用HARPS，高精度徑向速度行星搜尋者，天文學家已經發現至少四顆質量低於海王星的系外行星，包括兩顆質量與地球相似－已發現最小的，和在適居帶內7倍地球質量的系外行星－環繞著附近的恆星。天文學家認為這顆行星繞著母恆星公轉的周期約為66天，並且是覆蓋著海洋的－水世界。此一發現標誌著在搜尋可以支持生命行星上的突破性成果。
在拉西拉的其它望遠鏡，使用稱為微透鏡的創新技術，作為散布在全球各地的網路望遠鏡的一部分，並一起工作。這樣的合作能更有效的發現比現今已經發現的行星與地球更為相似的新行星。一顆行星，質量只有地球的5倍，環繞母恆星的周大約期為10年，毫無疑問的確定有著岩石/冰的表面。

### 測量宇宙的年齡

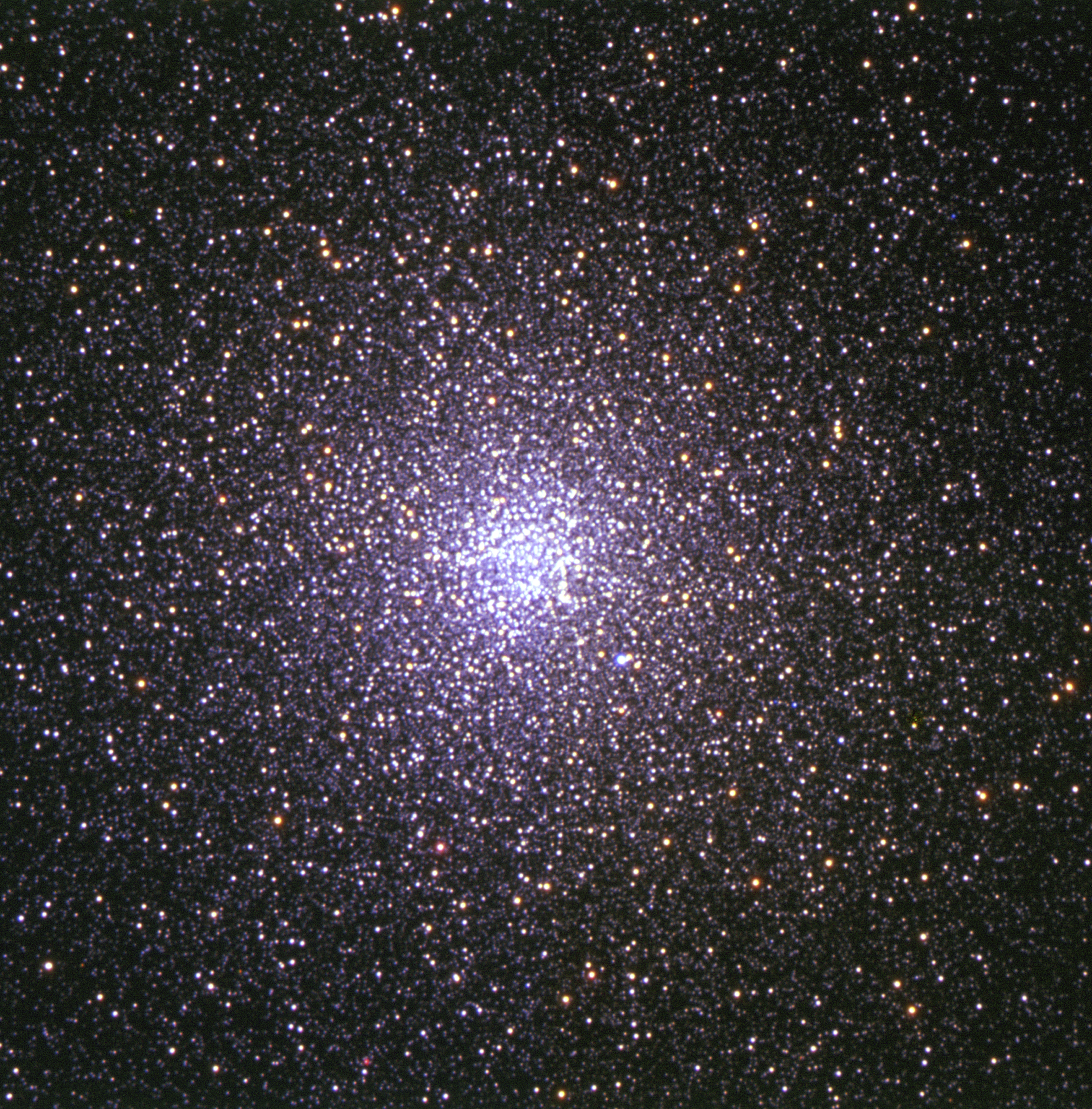
球狀星團杜鵑座47

天文學家曾經單獨使用甚大望遠鏡執行獨特的測量，為確定宙的年齡鋪路。他們首先測量在銀河系，我們所居住的星系，形成時誕生恆星的鈾-238同位素。
像考古學的碳元素定年法，但有著更長的時間尺度，這個'鈾'時鐘測量出恆星的年齡，顯示的年齡是125億歲。因為恆星不能早於宇宙本身，宇宙必然比恆星更為年老。這與我們從宇宙論得知宇宙年齡為137億歲是吻合的。我們的銀河系和恆星，必須在形成宇宙的大爆炸後不久就形成了。
另一個結果將天文學的技術推向極限，並且引發在銀河系中光最早新生的時間。天文學家第一次測量在球狀星團中兩顆恆星的鈹含量。經由此，他們研究這個星團非常早期的階段，和在銀河非常早期時形成的第一顆恆星。它們發現在銀河系中的第一代恆星，必須在大爆炸之後長約2億年的黑暗時期結束之際，很快的就誕生了。

### 在銀河系中心的黑洞
在銀河的中心是甚麼？長久以來，天文學家都在懷疑在我們銀河系的心臟潛伏著黑洞，但並不能肯定。在ESO使用拉西拉、帕瑞納天文台的望遠鏡定期的對銀河中心觀測15年之後，天文學家終於獲得無爭議餘地的證據。
恆星在銀河系的中心特別密集，必須使用特殊的成像技術，例如調適光學以提升VLI的解析能力。天文學家可以前所未有的精確度，觀察單顆恆星環繞著銀河中心的移動。它們的路徑令人信服的表明，是受到一個超大質量黑洞，幾乎是太陽質量的300萬倍，的引力牽引。VLT的觀測還透露紅外線的閃焰按固定時間間隔從這個區域放出能量。雖然這種現象的真正成因還不清楚，但觀察家認為可能來自黑洞迅速的旋轉。無論發生甚麼事情，黑洞的一生不會是平和與寧靜的。
天文學家也使用VLT超越我們的銀河系，觀測其它星系的核心內部，再次找到超大質量黑洞的明確跡象。在活躍星系NGC 1097，它們看見前所未見的細節，複雜的細絲網扭曲的墜入星系的中心，並且可能是第一次提供詳細觀察物質的管道，是如何由星系的主要部分進入核心的最末端。

### 伽瑪射線暴
伽瑪射線暴 (GRBs) 是持續只有幾秒鐘到幾分鐘的高能伽瑪射線爆發 － 對宇宙的時間只度來說只是一眨眼。眾所周知他門出現在距離地球很遙遠的地方，接近可觀測宇宙距離的極限。
VLT曾經觀測過的伽瑪射線暴餘暉是已知最遙遠的距離，測量到的紅移值是8.2，
這非常遙遠的天文光源距離我們遠達130億光年。因而，這相當於宇宙只有6億歲的年齡，或是當前年齡的5%。他在幾秒鐘內所釋放的能量300倍於太陽在100億年的壽命中所是放的總能量。因此，伽馬射線暴是自宇宙大爆炸以來宇宙中最強大的爆炸。
長久以來，研究人員一直試圖發現這種爆炸的性質。觀測顯示伽馬射線暴有兩種類型－短時間 (短到只有幾秒鐘) 和長時間－因此懷疑是由兩種不同的宇宙事件造成的。在2003年，天文學家使用ESO的望遠鏡發揮了關鍵性的作用，將一次長時間的伽馬射線暴和大質量恆星終極的爆炸事件，稱為’超新星爆炸’連結在一起。在爆炸之後一整個月追蹤到的餘暉，它表現出的光的屬性與大質量恆星結束生命的超新星爆炸之後類似。在2005年，ESO的望遠鏡檢測到一次，也是第一次，短時間爆發之後的可見光於餘暉。在追蹤這個光3個星期之後，天文學家顯示短時間的爆發同於長時間的，不可能是超新星引起的。取而代之的，他們認為是中子星或黑洞合併的激烈事件。
對伽瑪射線暴餘暉的觀測也協調了VLT在可見光和亞他加馬探路者實驗 (APEX) 在毫米和次毫米波段找出可能的對應體，和它的波長與。

## 圖集
這些圖像是來自 ESO Top 100 Images （页面存档备份，存于）的前10名：.

VISTA以紅外線看見的獵戶座大星雲
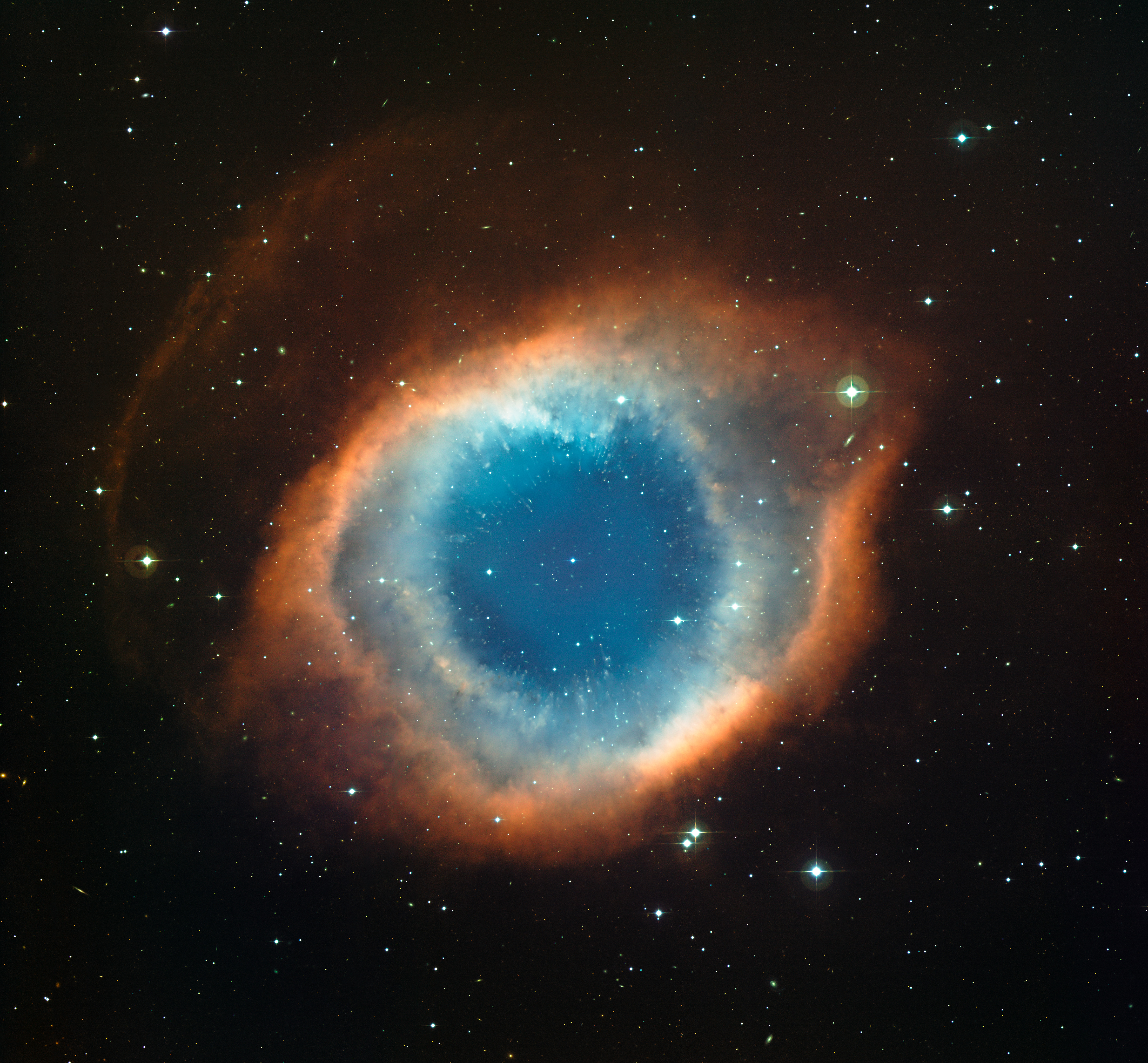
螺旋星雲
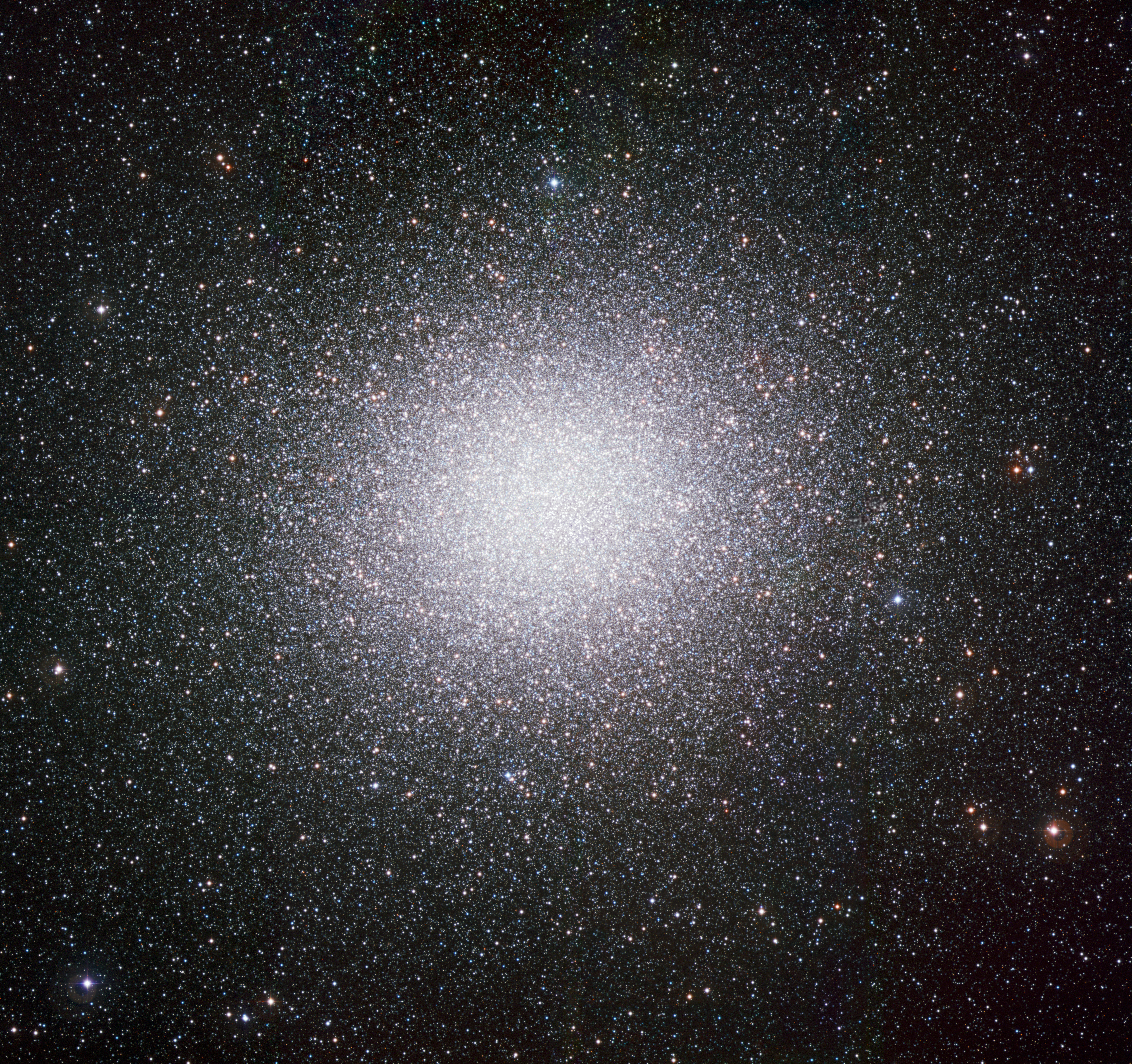
球狀星團：半人馬座ω
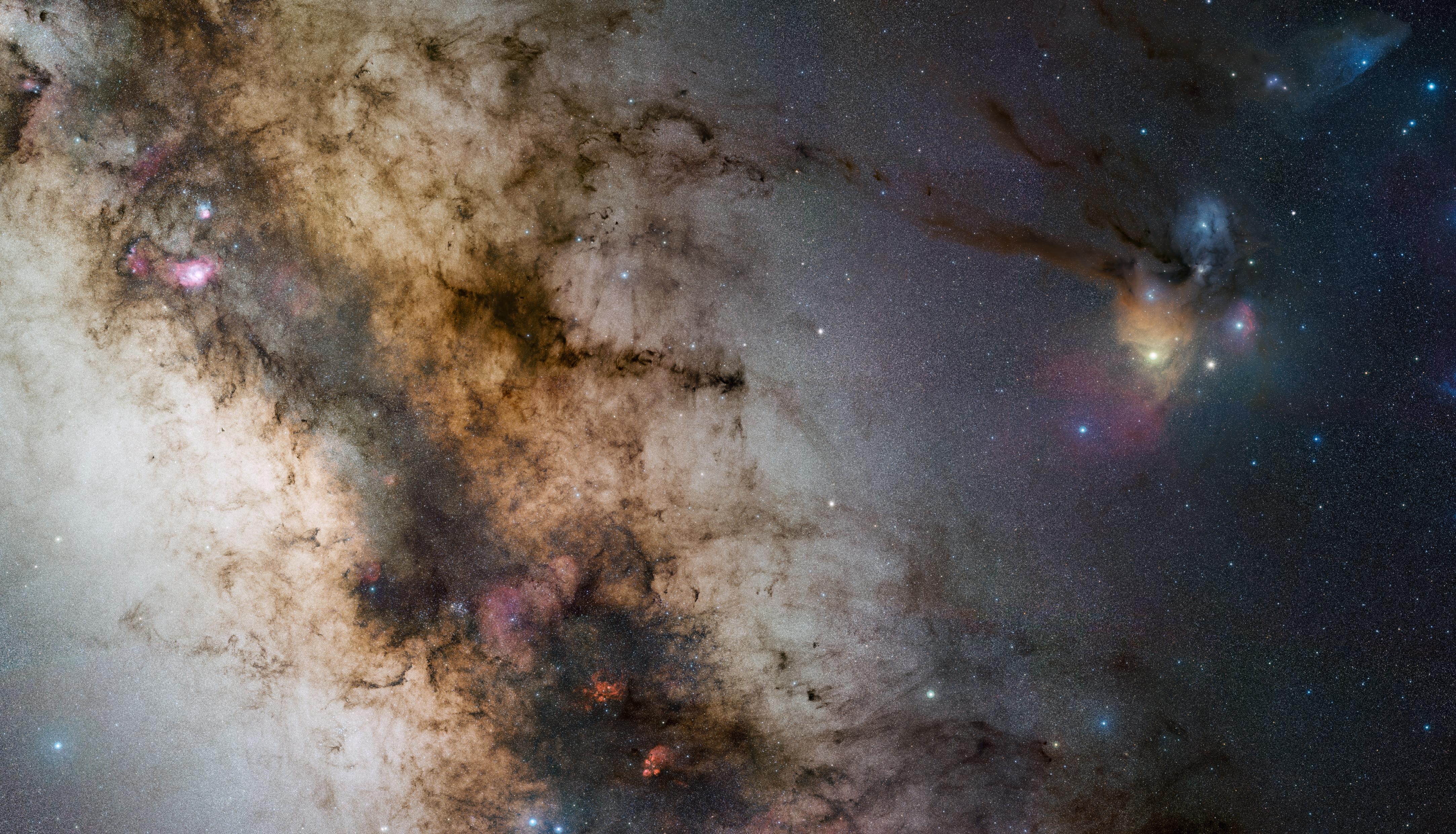
來自帕瑞納的340百萬畫素星野
NGC 2264和聖誕樹星團
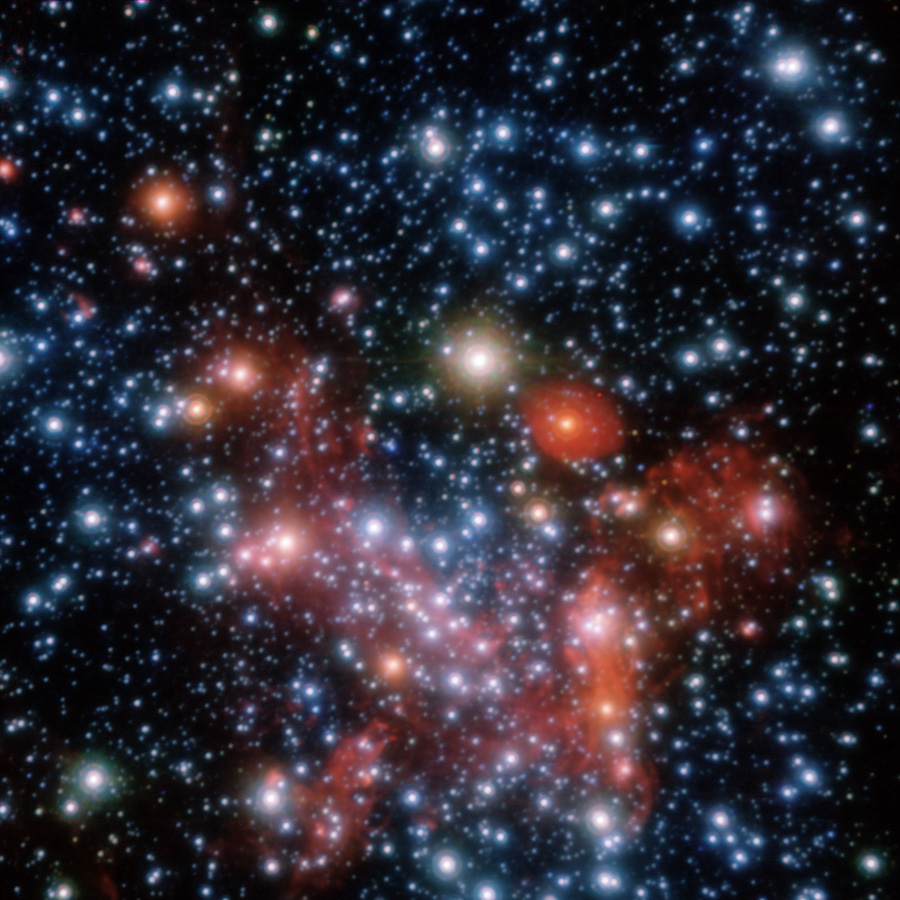
銀河系的中心
NGC 2467和周圍
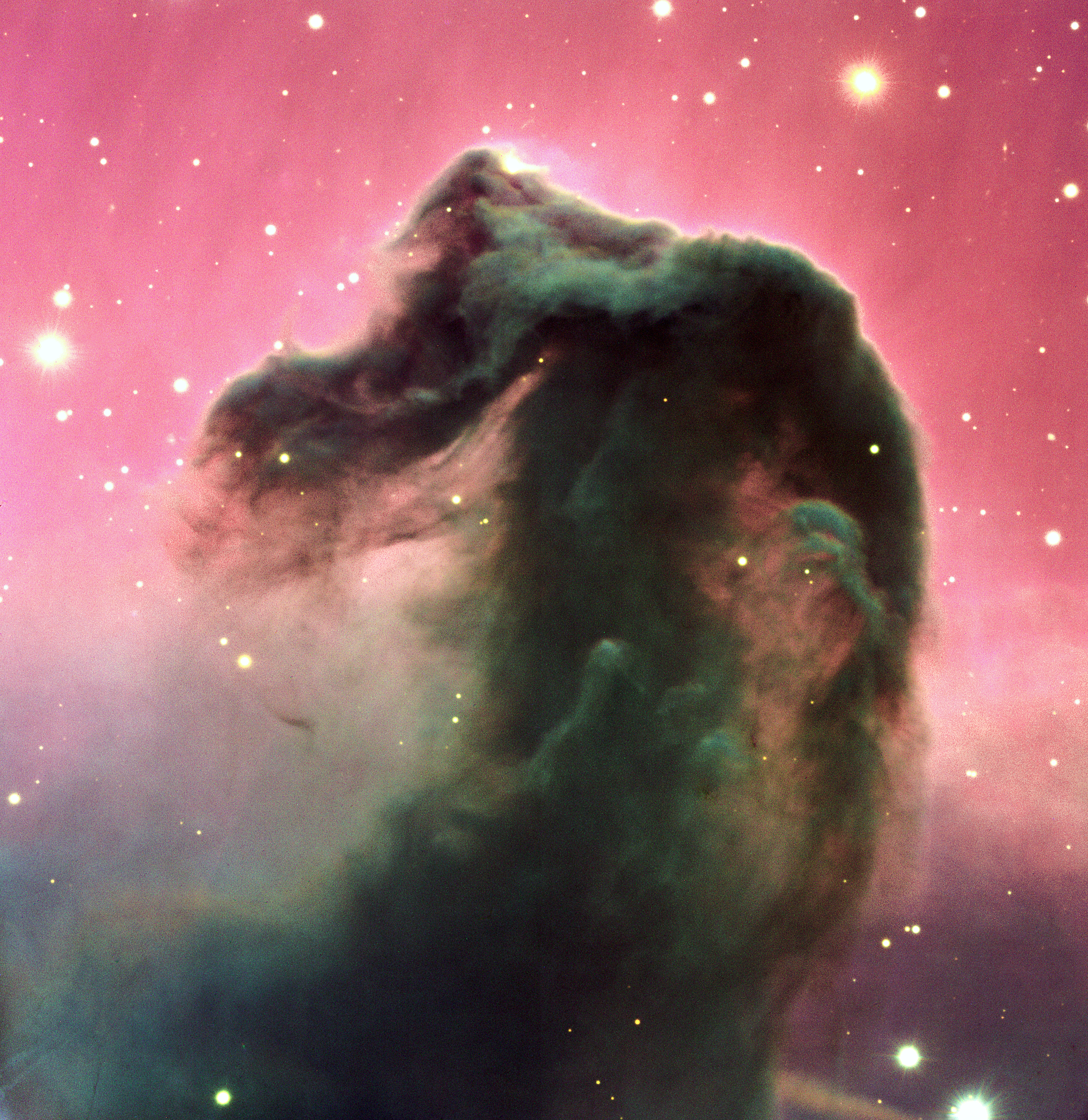
馬頭星雲
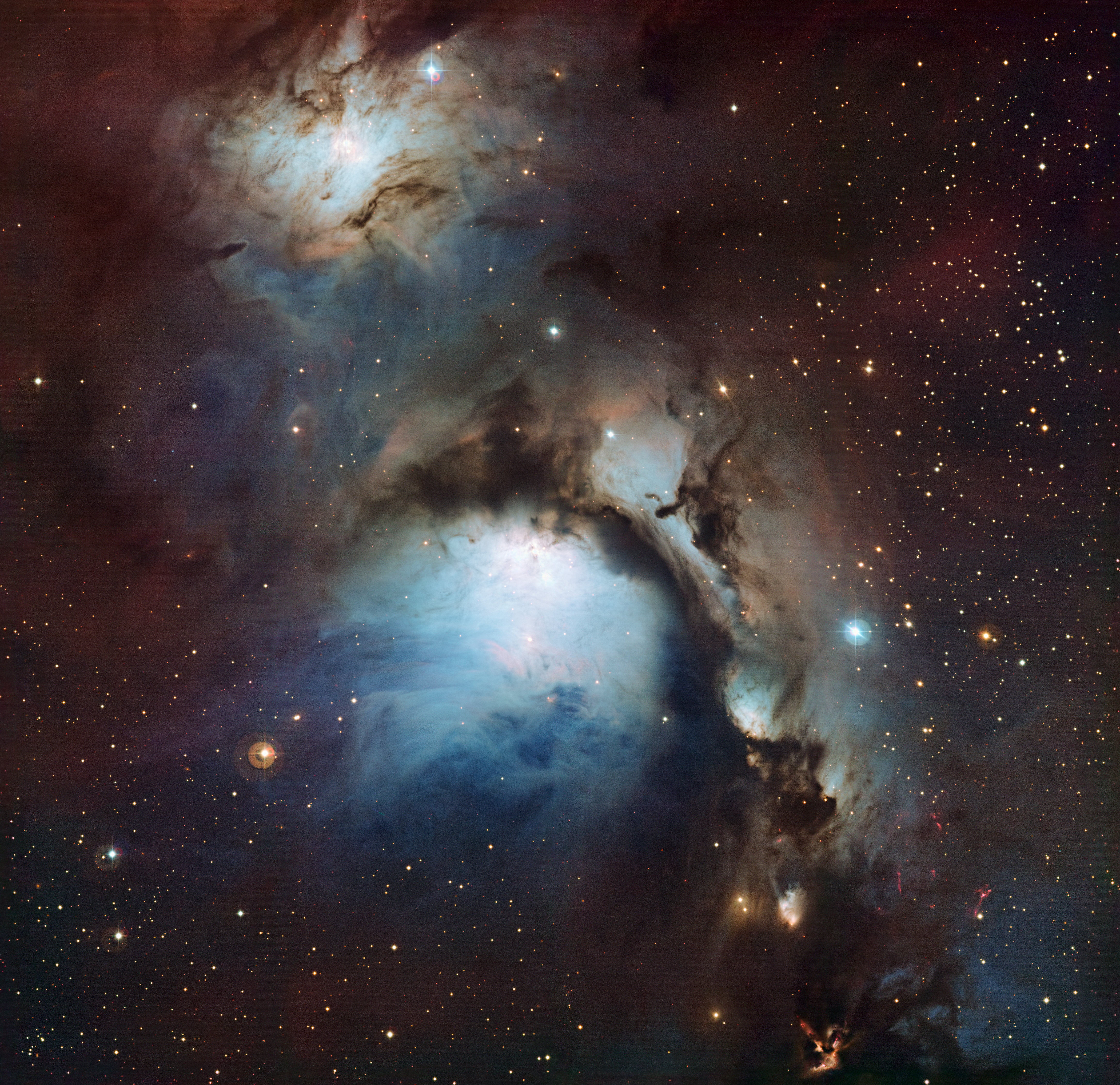
梅西爾78：在獵戶座的一個反射星雲
火焰星雲隱藏的火
帕瑞納的凌晨
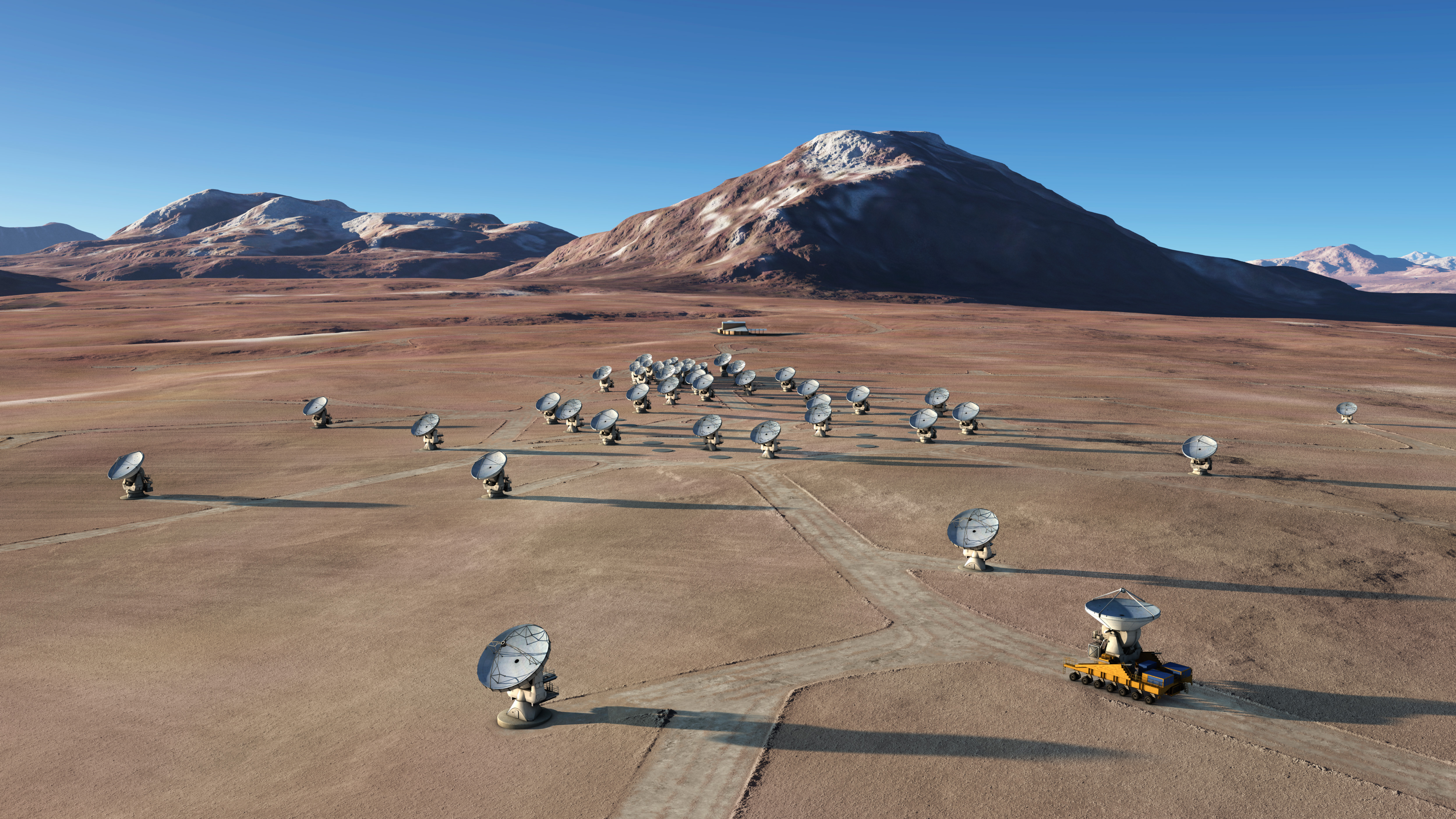
未來在Chajnantor的ALMA陣列 (藝術家的描繪)
罕見的南天360度全景圖
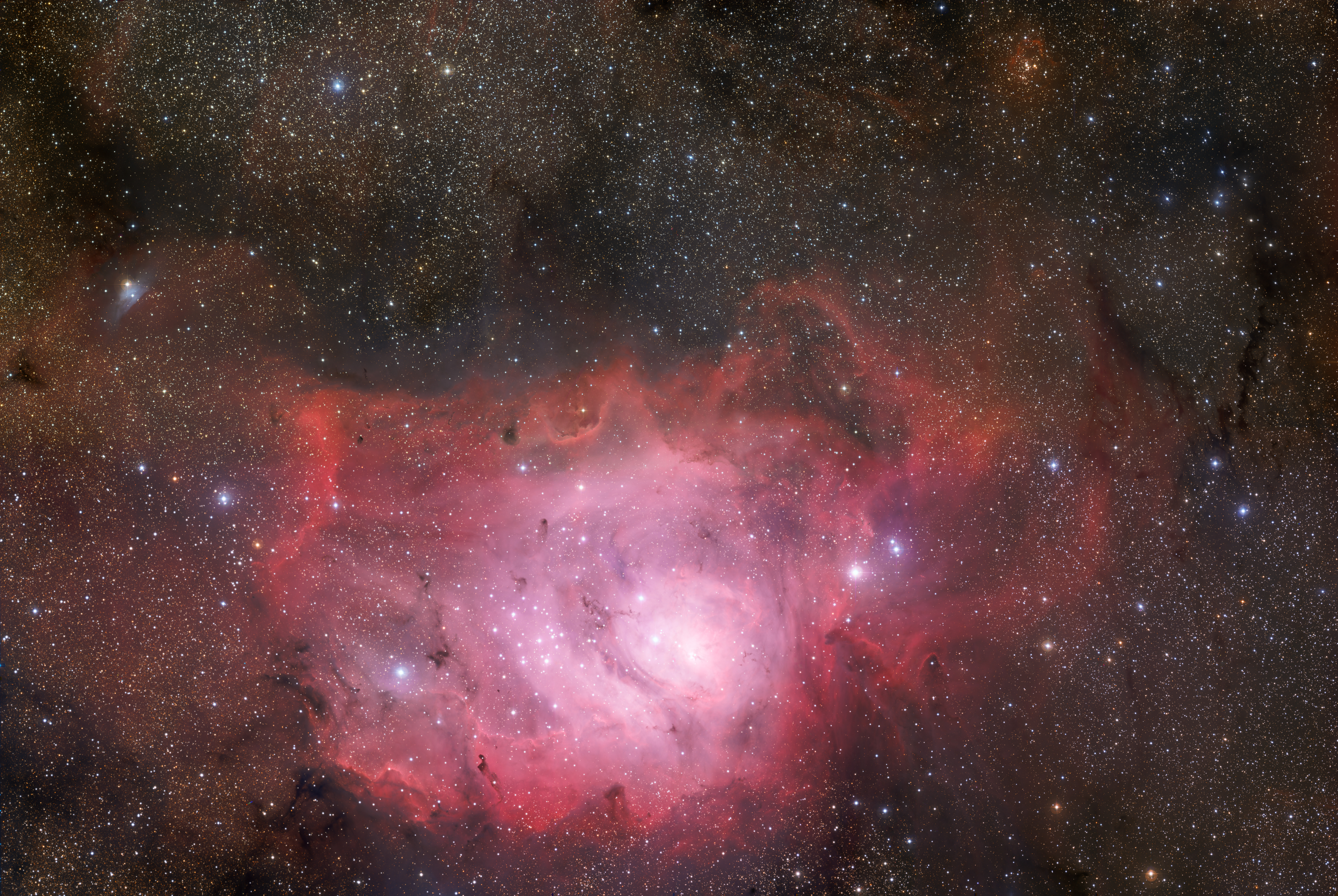
370百萬畫素的礁湖星雲星野
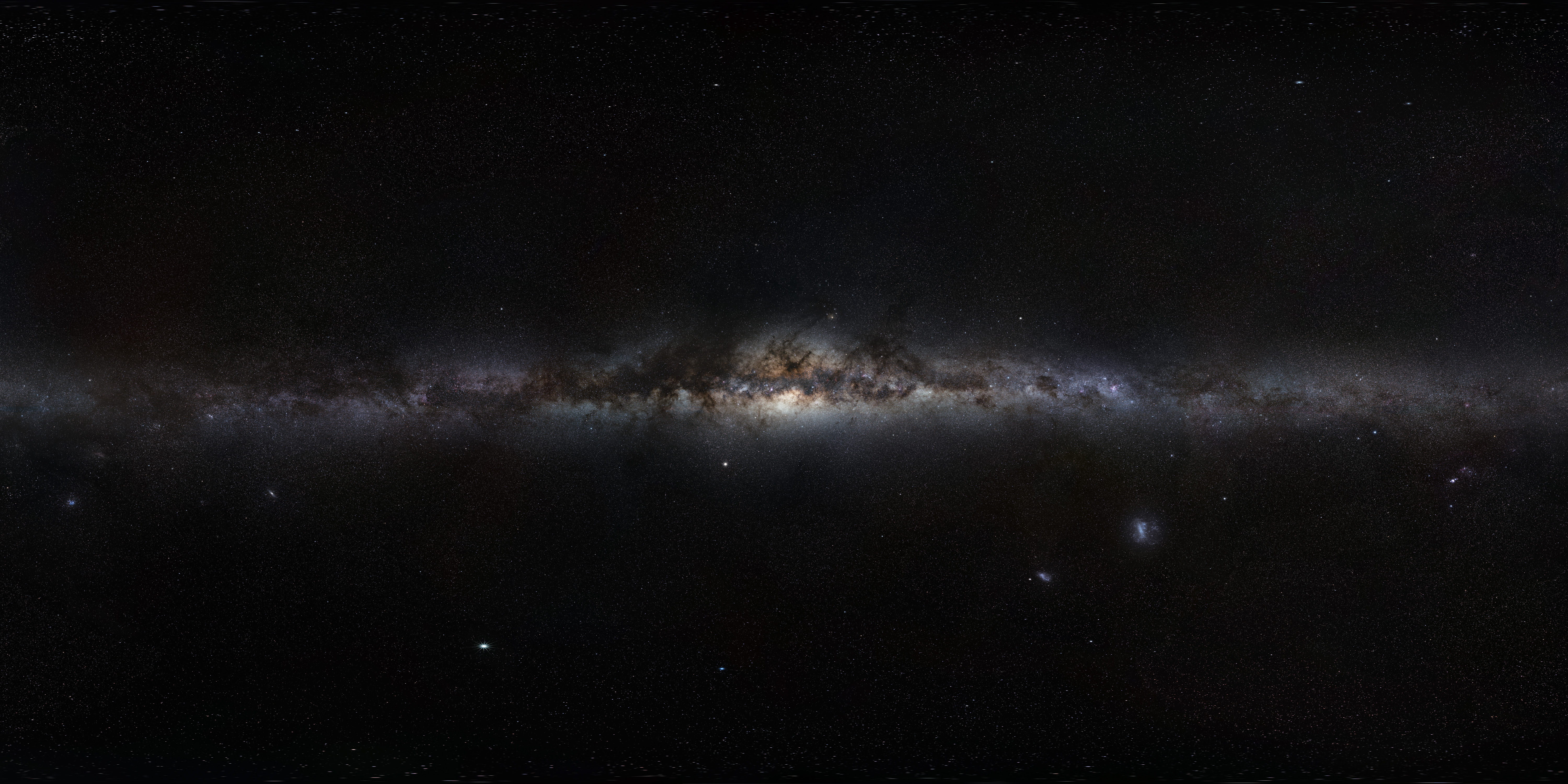
銀河的全景
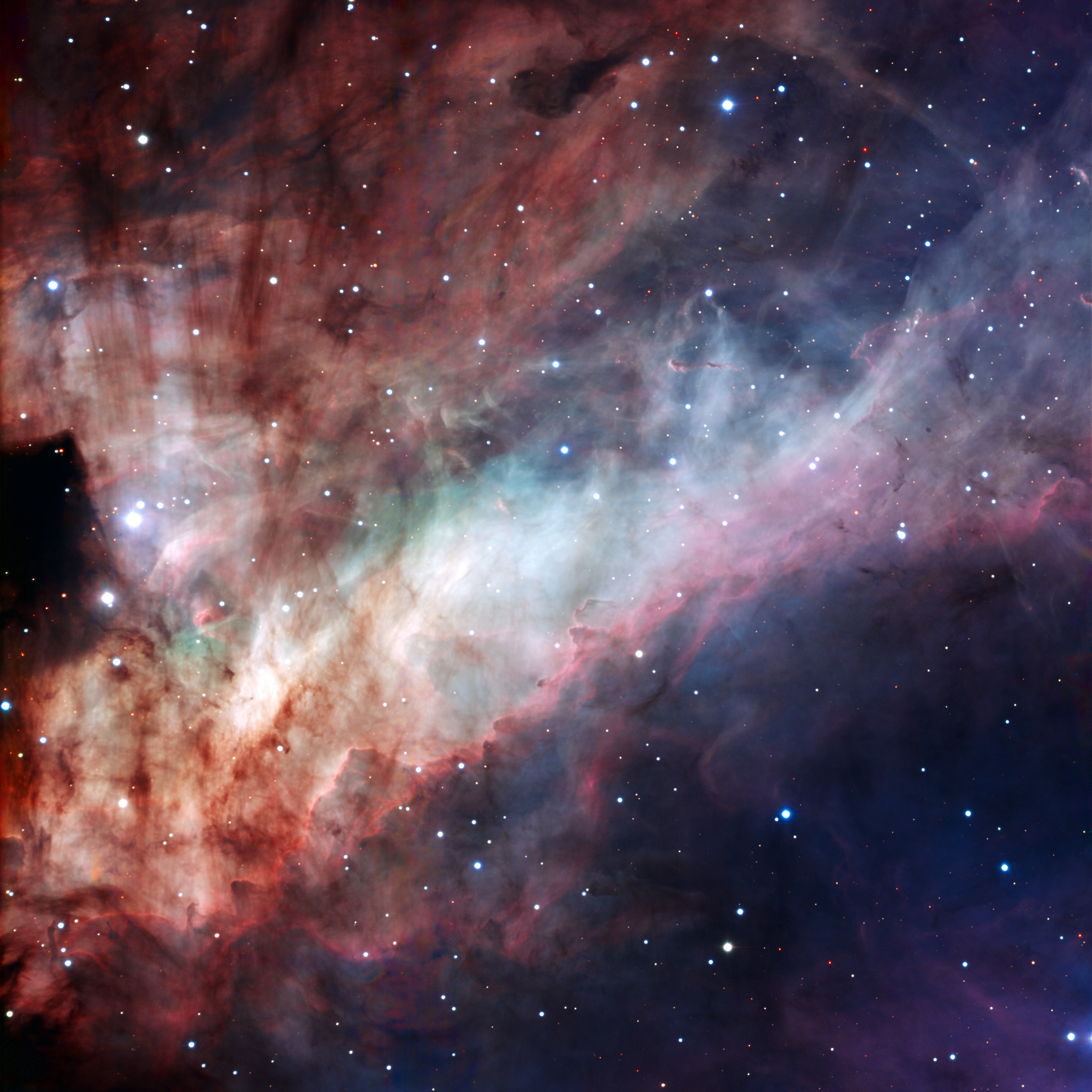
ω星雲
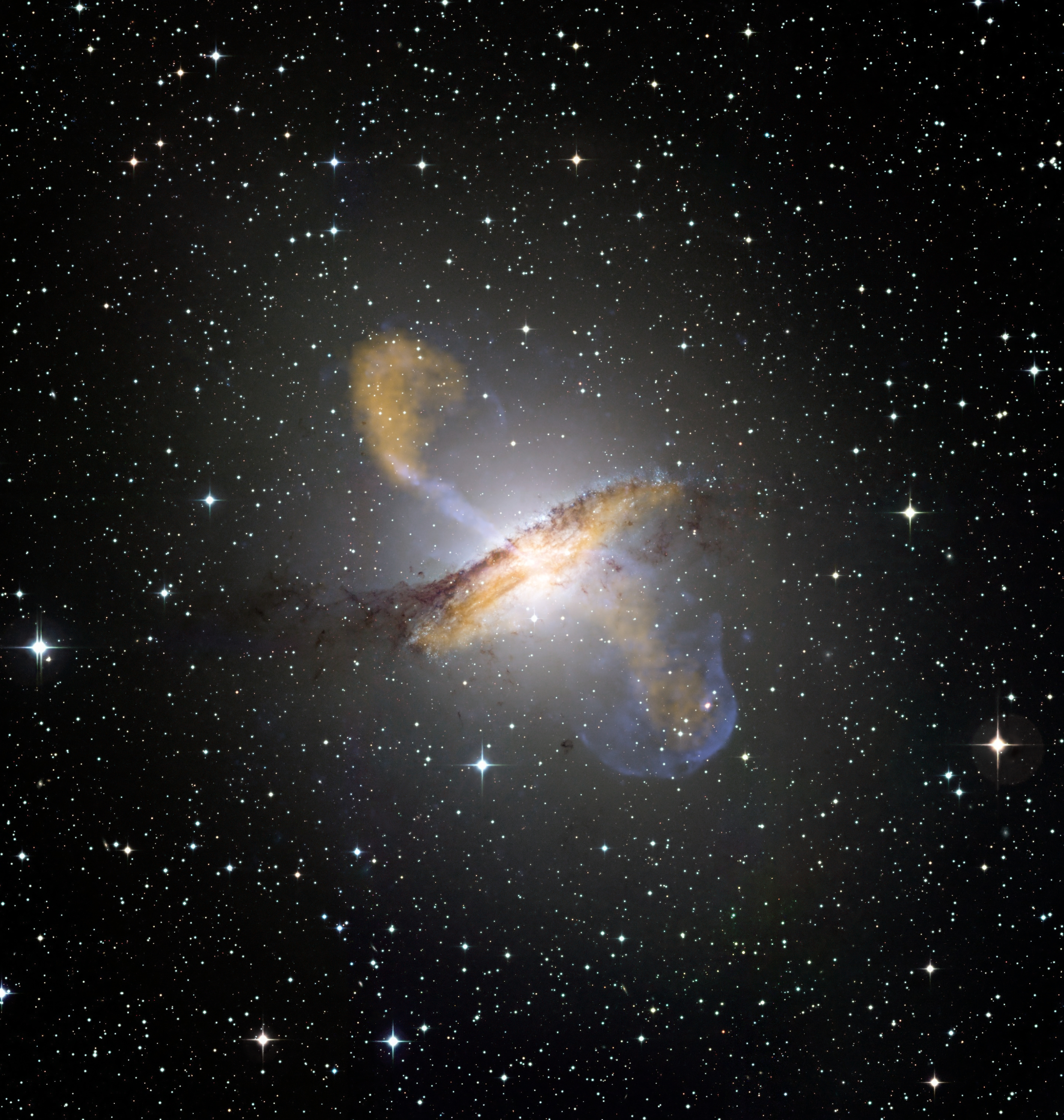
半人馬A
成長中的恆星苗圃
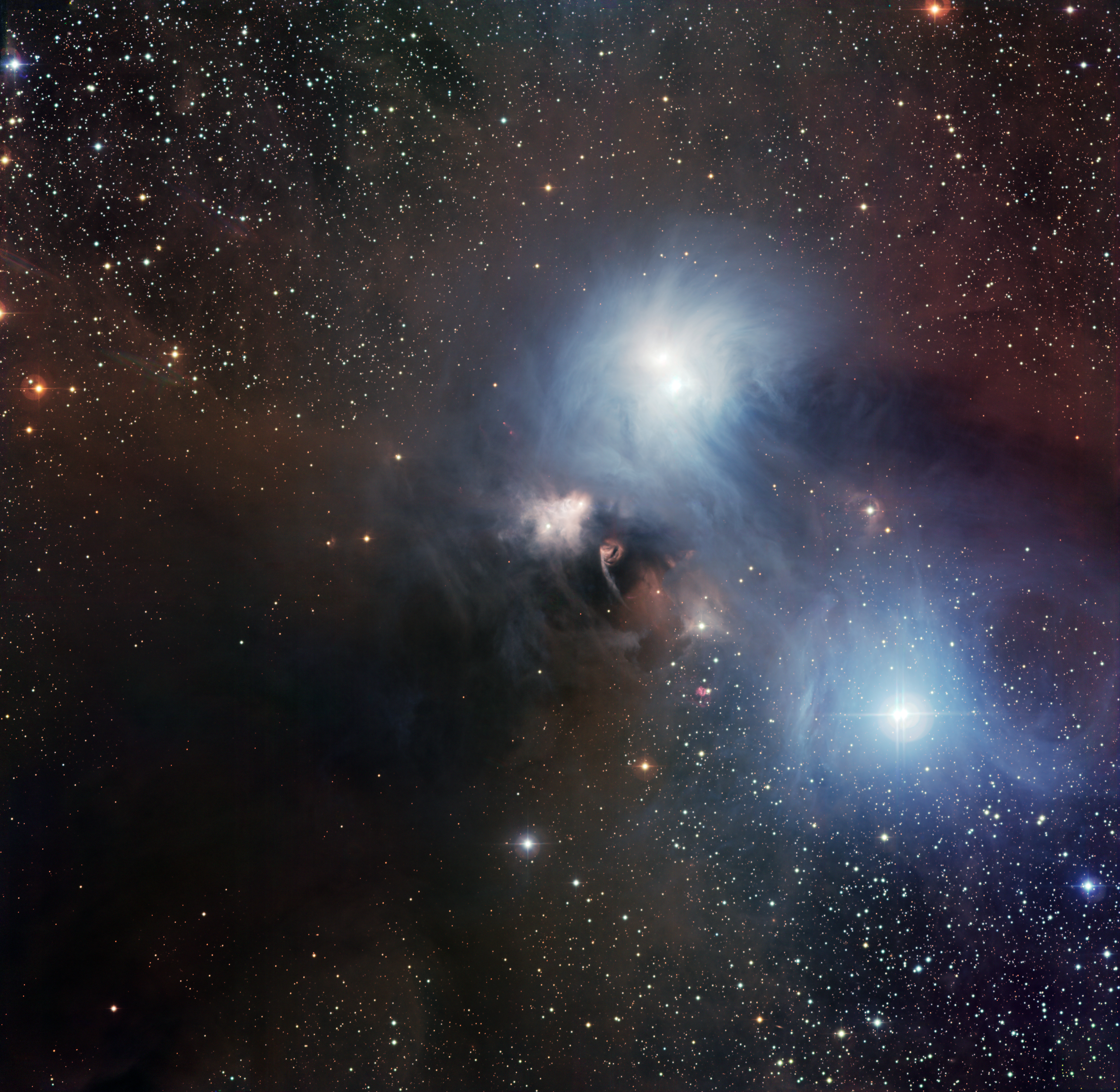
拉西拉廣角影像器的南冕座R區域的影像

## 外部連結
- ESO （页面存档备份，存于）
- Travel to ESO （页面存档备份，存于）
- Webpage for the ESO telescopes at La Silla Observatory （页面存档备份，存于）
- Paranal Observatory （页面存档备份，存于）
- James Bond at Paranal （页面存档备份，存于）
- ESOcast （页面存档备份，存于）
- Hubble Space Telescope （页面存档备份，存于）
- Portal To The Universe （页面存档备份，存于）
- GigaGalaxy Zoom （页面存档备份，存于）
- Cosmic Origins （页面存档备份，存于）
- Hidden Universe （页面存档备份，存于）
- Cosmic Collisions （页面存档备份，存于）
- Eyes on the Sky （页面存档备份，存于）
- CAP Journal （页面存档备份，存于）
- Cosmic Diary
- The Virtual Astronomy Multimedia Project （页面存档备份，存于）
- Astronomy Exercise Series （页面存档备份，存于）
- ESO YouTube channel
- ESO Vimeo channel （页面存档备份，存于）
- ESO Facebook Page （页面存档备份，存于）
- ESO Twitter Account （页面存档备份，存于）

48°15′36″N 11°40′16″E / 48.26000°N 11.67111°E